# Список персонажей медиафраншизы «Пятница, 13-е»

Пятница, 13-е (англ. Friday the 13th) — американская медиафраншиза, в которую входят 12 фильмов ужасов, телесериал, несколько романов и серий комиксов. Главным героем, и в то же время главным убийцей, во всех фильмах франшизы является Джейсон Вурхиз, который ещё будучи мальчишкой утонул в Хрустальном озере из-за преступной халатности вожатых местного лагеря. За десятилетия это озеро приобрело дурную славу — его называли «проклятым», а также оно неоднократно становилось местом массовой резни. Практически во всех фильмах убийцей является именно Джейсон, но в некоторых — он лишь «вдохновляет» других. Как правило, с каждым фильмом список персонажей меняется, но по традиции один из них всегда побеждает маньяка (чаще всего этим персонажем является девушка). Среди повторяющихся персонажей можно заметить самого Джейсона, его мстительную мать Памелу Вурхиз, Томми Джарвиса, Элис Харди, Психа Ральфа и некоторых других.

## Повторяющиеся персонажи
| Персонаж       | Paramount Pictures   | Paramount Pictures         | Paramount Pictures          | Paramount Pictures     | Paramount Pictures         | Paramount Pictures | Paramount Pictures         | Paramount Pictures                | New Line Cinema          | New Line Cinema  | New Line Cinema            | Platinum Dunes                |
| Персонаж       | Пятница, 13-е (1980) | Часть 2 (1981)             | 3D (1982)                   | Последняя глава (1984) | Новое начало (1985)        | Джейсон жив (1986) | Новая кровь (1988)         | Джейсон штурмует Манхэттен (1989) | Последняя пятница (1993) | Джейсон X (2002) | Фредди vs. Джейсона (2003) | Пятница, 13-е (2009)          |
| -------------- | -------------------- | -------------------------- | --------------------------- | ---------------------- | -------------------------- | ------------------ | -------------------------- | --------------------------------- | ------------------------ | ---------------- | -------------------------- | ----------------------------- |
| Джейсон Вурхиз | Ари ЛеманФ,Г         | Уорингтон Жиллет, Стив Дэш | Ричард Брукер               | Тед Уайт               | Том МоргаГ                 | Си Джей Грэм       | Кейн Ходдер                | Кейн Ходдер                       | Кейн Ходдер              | Кейн Ходдер      | Кен Кирзингер              | Дерек Мирс                    |
| Памела Вурхиз  | Бетси Палмер         | Бетси Палмер               | Мэрион Пушер, Бетси ПалмерГ | Бетси ПалмерГ          | н/д                        | н/д                | н/д                        | н/д                               | н/д                      | н/д              | Пола ШоуГ                  | Нана Визитор                  |
| Томми Джарвис  | н/д                  | н/д                        | н/д                         | Кори Фельдман          | Джон Шеферд, Кори Фельдман | Том Мэтьюз         | Кори Фельдман, Том МэтьюзФ | н/д                               | н/д                      | н/д              | н/д                        | н/д                           |
| Элис Харди     | Эдриан Кинг          | Эдриан Кинг                | н/д                         | Эдриан Кинг            | н/д                        | н/д                | н/д                        | н/д                               | н/д                      | н/д              | н/д                        | Стефани РоудсФ                |
| Псих Ральф     | Уолт Горни           | Уолт Горни                 | н/д                         | н/д                    | н/д                        | н/д                | Уолт Горни (рассказчик)    | н/д                               | н/д                      | н/д              | н/д                        | н/д                           |
| Джинни Филд    | н/д                  | Эми Стил                   | Эми Стил                    | Эми СтилФ              | н/д                        | н/д                | н/д                        | н/д                               | н/д                      | н/д              | н/д                        | Аманда Ригетти (Уитни Миллер) |
| Триш Джарвис   | н/д                  | н/д                        | н/д                         | Кимберли Бек           | н/д                        | н/д                | Кимберли БекФ              | н/д                               | н/д                      | н/д              | н/д                        | н/д                           |
| Роб Дайер      | н/д                  | н/д                        | н/д                         | Эрих Андерсон          | н/д                        | н/д                | н/д                        | н/д                               | н/д                      | н/д              | н/д                        | Джаред Падалеки (Клэй Миллер) |

| # Б В Г Д Е И К Л М Н П Р С Т У Ф Х Ч Ш Э |

## Б

### Барри и Клодетт
Барри и Клодетт (англ. Barry & Claudett) — персонажи фильма 1980 года «Пятница, 13-е»; роль Барри сыграл Вилли Адамс, роль Клодетт — Дебра С. Хейес. Они были вожатыми в лагере на Хрустальном озере летом 1958 года. Спев несколько песен с другими вожатыми, они уединяются в комнате, используемой как склад, чтобы заняться сексом. Оба не догадывались, что в комнате прячется миссис Вурхиз, пока она не вышла и не помешала им. Барри пытался убедить её в том, что они с Клодетт просто целовались, но Памела наносит ему удар ножом в живот, после чего он медленно умирает. Клодетт закричала, попыталась спастись, но Памела догнала её и убила (за кадром). О персонажах практически ничего неизвестно, но они известны тем, что стали первыми жертвами во всём киносериале.
- Первоначально Барри не мог уговорить Клодетт заняться сексом, так как она ревновала его к некой Мэри Энн (по-видимому, другой вожатый лагеря), но парень убеждает её, что даже не целовался с этой девушкой.
- Примечательно, что после гибели Барри Клодетт набирает номер 911, чего не могло быть в 1958 году, так как номер появится лишь через 10 лет после этих событий. В то время в случае экстренной ситуации сначала звонили телефонному оператору, который потом соединял их с полицией и т. п.
- Убийство Барри и Клодетт упоминает Энос среди прочих несчастий, которые случались, когда лагерь пытались открыть снова и снова.
- Памела Вурхиз в конце фильма рассказывает, что её сын утонул, так как вожатые в это время занимались любовью, и с тех пор она мстит всем вожатым лагеря. Среди поклонников идут постоянные споры о причастности Барри и Клодетт к смерти Джейсона, хотя доказательств этому нет.
- Барри и Клодетт упоминаются в комиксах Friday the 13th, которые стали попыткой заполнить некоторые пробелы в киносериале.
- Если учесть, что на момент смерти Барри и Клодетт было около 20, они родились где-то в конце 1930-х или начале 1940-х.
- В сценарии оба персонажа не имели имён, а были обозначены как ПАРЕНЬ и ДЕВУШКА. Также по сценарию ДЕВУШКА умирала первой.

### Биг Ред Глисон
Биг Ред Глисон (англ. Big Red Gleason) — персонаж романа Friday the 13th: Jason’s Curse. Биг Ред жил в окрестностях Хрустального озера и постоянно подвергался бытовому насилию со стороны родителей по причине своей умственной отсталости и физических дефектов (у него отсутствовали глаз и нога). Отправившись на рыбалку к озеру, он находит в воде хоккейную маску и под влиянием души Джейсона становится одержим убийствами. Используя маску Биг Ред начинает мстить всем, кто причинил ему боль, убив сначала всех родных и близких, а затем напав на группу подростков, приехавших к Хрустальному озеру. Из всех них выживает только Келли Бун, которая убивает Биг Реда, прежде чем он ударит её топором. В отличие от других убийц, вдохновлённых Джейсоном, Биг Ред Глисон демонстрирует остатки человечности, так как заметно, что он иногда колеблется, когда убивает.
Автор романа, Эрик Морс, признался, что «Биг Ред Глисон появился, когда я захотел исследовать мир ребёнка, который каждый день подвергается насилию и желает отомстить обидчикам». Он также рассматривает этого персонажа как своего рода противоположность Джейсону, потому что он рос среди злобы и безразличия, в то время как у Вурхиза была любящая мать.

### Бутч Мэн
Бутч «Мясник» Мэн (англ. Butch "The Butcher" Mahan) — персонаж романа Friday the 13th: The Jason Strain, чемпион по смешанным боевым искусствам, ложно обвинённый в двойном убийстве, за что он попал в камеру смертников. В тюрьме с ним связывается медиамагнат Калеб Карсон, который предлагает участвовать в особом (то есть смертельном) бойцовском реалити-шоу взамен на доказательства невиновности Бутча. На одном из островов Коста-Рики, где проходит шоу, Бутч Мэн объединяет силы с Александрой Койл и Валькирией Рэндалл, чтобы спастись от зомби-вируса, занесённого на остров «специальным гостем» — Джейсоном Вурхизом. После того, как Валькирия и группа солдат погибают от рук Джейсона и восставших мертвецов, Бутч и Алекс добираются до убежища доктора Хелен Кейн, которая является создателем того самого вируса — «Джейсон-Стрэйна» (на самом деле она пыталась воспроизвести бессмертие маньяка, а не создать вирус). Мэн получает дозу противоядия, которое должно лишить Джейсона способности создавать зомби, но доктора Хелен убивают люди Карсона, который всё ещё полагает что может спасти своё реалити-шоу. В самолёте до Америки Джейсон вырывается и начинает бойню, а Бутч узнаёт, что именно Калеб Карсон подставил его. Алекс выпрыгивает из самолёта с парашютом, взяв с собой признание Калеба, а «Мясник» всаживает в глаз Вурхизу шприц с противоядием, но при этом гибнет сам. Приёмный отец Бутча получает признание и парня оправдывают.

## В

### Вайолет «Ви»
Вайолет, для краткости просто «Ви» (англ. Violet, «V») — девушка-панк/гот, независимая, немного рассеянная, постоянно слушает громкую музыку. В фильме «Пятница, 13-е. Новое начало» она отталкивает Джейка, который пытается заговорить с ней о Робин и был убит практически сразу после этого. Позднее Ви была убита Роем, который скрывался под маской Джейсона, когда танцевала под песню His Eyes в исполнении Pseudo Echo (песня записана специально для фильма). Её тело обнаружил Рэджи, когда искал Томми.

### Вайолет Дефалько
Вайолет Дефалько (англ. Violet Defalco) — персонаж мини-серии комиксов Friday the 13th: Bloodbath, сирота, одевается в панк-стиле, сменила несколько приёмных семей, некоторые из которых были преступниками. Её, и некоторых других подростков, нанимает человек, называющий себя Кевин Карни, чтобы перестроить лагерь на Хрустальном озере в современный лагерь Camp Tomorrow. Вскоре Вайолет замечает, что все вокруг также являются сиротами, у неё завязываются отношения с парнем по имени Рич. Через некоторое время их коллеги начинают пропадать один за другим, Вайолет с Ричем обнаруживают, что они убиты Джейсоном Вурхизом. Оба пытаются предупредить остальных, но сталкиваются с вооружённым Кевином, а единственный автомобиль оказывается испорчен кем-то. Пока Кевин преследуют других двоих ребят, Вайолет и Рич хватают солдаты, работающие на Кевина и называющие его «мистером МакКлинтоком». Как оказалось, Кевин специально нанял несколько подростков-сирот, чтобы выманить и поймать Джейсона, что ему и удалось при помощи жидкого азота. Тем не менее, Вайолет удаётся добраться до пулемёта и расстрелять транспортный вертолёт, который должен был забрать маньяка.
Пока Джейсон убивает солдат, Вайолет и Рич захватили грузовик-цистерну с жидким азотом (не подозревая, что на его крыше находится Вурхиз) и выпытали у его водителя, что МакКлинток работает на некую организацию Трент. Покинув лагерь на Хрустальном озере, цистерна натыкается на мину и разбивается, в результате чего Вайолет и её парню приходится уходить пешком, отстреливаясь от Джейсона. Одна из пуль поражает бензобак цистерны и маньяк, а также несколько солдат, оказываются замороженными. Пробираясь к дороге, оба подростка вновь сталкиваются с Кевином, завязывается борьба и Вайолет убивает МакКлинтока выстрелом в голову. После девушка с Ричем угоняют автомобиль и уезжают.
В мини-серии комиксов Friday the 13th: Fearbook, события которой происходят непосредственно после Friday the 13th: Bloodbath, выясняется что оба подростка попали в автоаварию, подстроенную бойцами организации Трент. Рич погибает, а Вайолет доставляют в штаб-квартиру организации, так как она снова должна стать приманкой для Вурхиза. Девушка пытается сбежать, соблазнив и обезоружив охранника, но внезапное появление маньяка вынуждает её забаррикадироваться в офисе вместе с советом директоров. Джейсон всё равно прорывается в офис, убив до этого всех охранников, и начинает расправляться с директорами Трента. Вайолет прыгает в окно, но Вурхиз хватает её и тут же убивает.

### Вера Санчес
Вера Санчес (англ. Vera Sanchez) — персонаж третьего фильма. Её пригласил Энди, так как его другу Шелли нужна была пара на выходные. Первоначально девушка соглашается, но встретившись с парнем, она поняла, что парень ей совершенно не нравится — его внешность пугает его, но больше всего отталкивали его манеры. Их отношения потеплели после столкновения с бандой байкеров. Вскоре она признаётся, что он ей нравится, но его поведение отталкивает его и пытается вернуть бумажник Шелли, который она уронила в воду. Тем не менее её убивает Джейсон, пустив стрелу в глаз.
Сцена убийства Веры была заново переснята, так как изначальный вариант был слишком реалистичным для излишне впечатлительных зрителей.

### Винни
Винни (англ. Vinnie) — персонаж «Нового начала», которого сыграл Энтони Баррайл. Она едет со своим другом Питом на автомобиле, который ломается посреди леса. Пока Винни пытается починить машину, Пит уходит. Позднее кто-то недалеко зажигает фальшфейер, парень считает, что это его друг, и приближается. Неизвестный заталкивает ему фальшфейер в горло, тем самым убив Винни.

## Г

### Гало Харлан
Хэйли «Гало» Харлан (англ. Hayley "Halo" Harlan) — персонаж романа Friday the 13th: Hate-Kill-Repeat, девятнадцатилетняя девушка, находящаяся в непростых отношениях со своим парнем Треем. Её отец бросил семью до рождения Гало, а мать умерла от рака, в итоге её фактически вырастила старшая сестра, Шелли. Спустя день после того, как она узнала, что беременна от Трея, Гало встречает экстрасенса, который говорит, что «надвигается буря… буря в форме человека» и что только «крылья судьбы» способны спасти её. После этой встречи Гало, Трей и несколько друзей отправляются в Клир-Вотер (бывшие окрестности Хрустального озера), в отель Phoenix Heights Hotel, где Хэйли намерена порвать с парнем. Тем не менее, она не успевает, так как на них там нападает Джейсон Вурхиз, а сама Гало попадает в руки серийных убийц Норвуда и Пенелопы Тоун, которые предлагают её Джейсону в качестве «дара в честь перемирия». Пока маньяк расправляется с Тоунами, она добирается до здания отеля в поисках сестры, работающей там регистратором — Норвуд убеждал её в том, что Шелли убита. При помощи Тома Шеридана, маркетолога отеля, Гало спасается от настигших её Вурхиза и Норвуда, после чего скидывает тело маньяка прямо на крылья скульптуры, украшающей фонтан. Из-за происшествия в отеле у неё случился выкидыш, но вскоре она завязывает отношения с Томом.

## Д

### Дебби
Дебби (англ. Debbie) — персонаж третьего фильма, в котором её сыграла Трейси Саваж. Она девушка Энди и близкая подруга Крис Хиггинс. Вместе с парнем, его соседом по комнате Шелли и Верой они приезжают на выходные в домик родителей Крис, не подозревая, что в их амбаре укрылся серийный убийца Джейсон Вурхиз. После того, как Энди и Шелли устроили соревнование по жонглированию фруктами, Дебби уводит своего парня наверх, где они занимаются сексом на гамаке. После Дебби идёт в душ, а Энди, встав на руки, спрашивает не желает ли она пиво. Она сначала соглашается, но потом передумывает и пытается сказать это Энди, но тот не отзывается. Выйдя из душа, девушка вновь зовёт его, но снова не получает ответа. Решив, что Энди ушёл, она устроилась на гамаке, читая журнал. Сверху начинает капать кровь и Дебби замечает среди стропил искалеченный труп своего парня. Сразу после этого её грудь протыкает Вурхиз, убивая и её, и её будущего ребёнка.
- Первоначально сцена смерти Дебби получила рейтинг «X», так как кровь от раны брызгала на грудь и лицо
- В фильме несколько раз упоминалось, что Дебби беременна и, вероятнее всего, отцом является Энди.
- На созданном фанатами веб-сайте Дебби значится как Дебора Клейн.

### Джей-Джей Джаретт
Джей-Джей Джаретт (англ. J.J. Jarrett) — персонаж фильма «Пятница, 13-е. Джейсон штурмует Манхэттен», её роль исполнила актриса Сэффрон Хендерсон. Спокойная девушка, которая одевается в рок-стиле и любит играть на электрогитаре. Уэйн часто снимает её выступления на камеру. На борту лайнера «Лазарь» она решает спуститься на нижние палубы корабля, так как там подходящая акустика. Услышав её игру, на девушку нападает Джейсон Вурхиз. Когда она видит его, то издаёт душераздирающий вопль, после чего маньяк с размаху ударяет её же электрогитарой. Позднее Уэйн находит труп Джей-Джей.

### Джейн
Джейн (англ. Jane) — персонаж «Новой крови», которого сыграла Стачи Грисон. Джейн — девушка Майкла. Вместе с ним она направляется на вечеринку в честь дня рождения, которую устроили его кузен и несколько друзей, но их автомобиль ломается прямо посреди леса. Пока Майкл отправился за помощью, Джейн ждёт его недалеко. Её находит Джейсон, зажимает её рот, и прижав к дереву, протыкает горло металлическим шипом от палатки.

### Джейсон Вурхиз
Джейсон Вурхиз (англ. Jason Voorhees) — главный антагонист медиафраншизы. Впервые он появился в первом фильме серии, Пятница, 13-е (1980), как сын Памелы Вурхиз (в фильме его сыграл Ари Леман). Авторами персонажа являются одновременно Виктор Миллер, Рон Куртц, Шон С. Канингем и Том Савини, однако первоначально создатели главного злодея не предполагали, что Джейсон ляжет в основу целого киносериала, а также романов, комиксов и кроссовера с другим культовым злодеем фильмов ужасов — Фредди Крюгером.
Джейсон, как правило, больше известен по различным фильмам, в которых он преследует и убивает различными жестокими способами подростков и тех, кто встанет у него на пути. В некоторых фильмах (в частности, в первом и пятом) Джейсон лишь вдохновляет другого серийного маньяка на похожие убийства. После Лемана маньяка сыграло несколько актёров и каскадёров, что внесло некоторую путаницу в то, кого же считать настоящим Джейсоном. На данный момент самым известным из тех, кто воплотил на экране образ этого убийцы, считается каскадёр Кейн Холдер, снявшийся в четырёх фильмах франшизы.
Внешний облик Джейсона претерпел множество изменений, практически каждый новый художник по гриму вносил в образ злодея что-то своё. Тем не менее, каждое новое воплощение основано на изначальной концепции Тома Савини. Фирменный знак маньяка, хоккейная маска, появился только к третьему фильму. В «Пятнице, 13-е: Джейсон жив» маньяк получил сверхчеловеческую силу и стал практически неуязвим. Многие заметили, что Вурхиз относится к тому типу персонажей, которые вызывают сочувствие у зрителя, а все его жестокости и убийства продиктованы лишь стремлением покарать тех, кто, по его мнению, поступает безнравственно.
Джейсон Вурхиз появился во многих юмористических журналах, не раз пародировался в различных ТВ-шоу, а также стал вдохновением для музыкальной группы, играющей хоррор-панк. Также на основе различных воплощений маньяка выходила популярная линия игрушек. Хоккейная маска Джейсона считается одним из самых узнаваемых символов поп-культуры.

### Дженна
Дженна (англ. Jenna) — персонаж ремейка, атлетичная и предприимчивая девушка. На момент событий фильма встречается с Трентом, но, встретив Клэя Миллера на автозаправочной станции, начинает испытывать влечение к нему. Через некоторое время она снова встречает парня и решает помочь ему найти сестру, Уитни. Во время поисков оба натыкаются на хижину Джейсона, а, вернувшись в дом Трента, понимают, что почти все её друзья мертвы. Всё ещё живой Трент настаивает на том, чтобы Дженна уехала вместе с ним, но она отказывается, желая и дальше помогать Клэю в поисках. Позднее Дженна вместе с Миллером находит сеть подземных тоннелей — логово маньяка — и Уитни. Освободив пленницу, все трое находят выход, но Вурхиз, подкравшись сзади, наносит Дженне удар прямо в сердце. Её роль сыграла актриса Даниэль Панабэйкер

### Джессика Кимбл
Джессика Кимбл (англ. Jessica Kimble) — персонаж «Последней пятницы», дочь Дианы Кимбл и племянница Джейсона Вурхиза. У Джессики есть дочь, Стефани, которую хотела использовать в качестве носителя душа манька (впоследствии она заняла тело Дианы, матери Джессики). Так как фактически Джессика принадлежит к семье Вурхиза, она может убить его навсегда, что она и делает при помощи зачарованного кинжала, когда Джейсон обретает тело. В мини-серии комиксов Freddy vs Jason vs Ash: The Nightmare Warriors Стивен упоминает, что Джессика Кимбл умерла.
Сценарист «Последней пятницы», Дин Лори, раскрыл, что специально сделал Джессику матерью, потому как «думал, что мать, защищающая своё дитя, укрепит, усилит позиции фильма», но впоследствии был вынужден согласиться с тем, что тот факт, что у этого персонажа есть ребёнок, сделал его «менее привлекательным для основной аудитории».

### Джим Миллер
Джим Миллер (англ. Jim Miller) — персонаж фильма «Джейсон штурмует Манхэттен», его роль сыграл Тодд Колдекотт. Он — выпускник старшей школы Лэйквью. У него есть своя собственная яхта на которую он приглашает свою девушку, Сьюзи, чтобы там заняться с ней сексом. Он бросает у берега якорь, который цепляется за энергетический кабель и устраивает короткое замыкание, воскресившее Джейсона. Позже он рассказывает Сьюзи историю Джейсона, после чего пугает девушку при помощи хоккейной маски и гарпуна. Они начинают целоваться, сзади подходит Джейсон, завладевший маской и гарпуном, и убивает Джима при помощи гарпунной стрелы.

### Джимми
Джимми (англ. Jimmy) — персонаж «Последней главы». В 1984 году он был одним из тех, кто снял дом по соседству с Триш и Томми Джарвисами. Некоторое время до этого он пережил разрыв с девушкой и несколько переживает из-за этого, поэтому его друг, Тед, дразнит его «отстоем» (англ. deadfuck, букв. «дохлый член, импотент») и советует найти другую. Вскоре компания встречает местных девушек, сестёр-близнецов Тину и Терри, и Джимми завязывает отношения с одной из них, Тиной, и доказывает, что он не «отстой», переспав с ней. После он спускается к Теду, чтобы похвастаться, а также отпраздновать с ним при помощи бутылки вина. Когда он искал штопор, Джейсон убивает его топором для рубки мяса.

### Джинни Филд
Джинни Филд (англ. Ginny Field) — персонаж второго фильма, её роль исполнила Эми Стил. Джинни — одна из вожатых, нанятых Полом Холтом для восстановления лагеря на Хрустальном озере. Услышав легенду о «лагере крови», она проникается к Джейсону жалостью, сочувствуя его одинокому детству и трагической гибели матери. Тем не менее, когда Вурхиз появляется в лагере и начинает убивать всех одного за другим, Джинни решает бороться с ним за свою жизнь. Она находит старую хижину Джейсона и надевает свитер его матери, притворившись ею. Вурхиз поддаётся на уловку, девушке даже удаётся поставить его на колени прежде, чем разрубить ему плечо. Через некоторое время Джинни, постоянно зовущую Пола, уносят на носилках прибывшие врачи.
Джинни была показана в ретроспективных кадрах в начале третьей части франшизы. Также её можно заметить в новостях, рассказывающих о событиях второй части.
В романе Friday the 13th: Carnival of Maniacs раскрывается, что Джинни просила власти найти хижину маньяка, но те проигнорировали её, так как сомневались в её психическом состоянии.

### Джо Треверс
Джо Трэверс (англ. Joe Travers) — персонаж романа Friday the 13th: Mother’s Day. Охотник, живущий в окрестностях Хрустального озера. Во время охоты на оленя, он натыкается на голову Памелы Вурхиз, ожившую под влиянием проклятой маски Джейсона. Джо надевает маску и становится одержим душой Вурхиза. Выполняя приказы Памелы, Трэверс устраивает бойню, напав на подростков, устроивших пикник на берегу озера. Последняя выжившая, Карли МакДоннелл, срывает с него маску и закалывает его, после чего выстрелом из ружья уничтожает голову Памелы.

### Джулиус Гоу
Джулиус Гоу (англ. Julius Gaw) — персонаж восьмой части франшизы, его роль сыграл Винсент Крэйг Дюпри. Будучи боксёром, Джулиус привык сначала делать, а потом думать. Кроме того, он один из выпускников, путешествующих в Нью-Йорк на лайнере «Лазарь», на котором он делает всё, что ему нравится. После того, как вся команда, в том числе и капитан, была убита, он не желает подчиняться мистеру МакКалоку и сам пытается найти убийцу. При первом же столкновении с Джейсоном Джулиус проигрывает и падает за борт. Тем не менее, через некоторое время он оказывается среди тех, кто сумел выжить после того, как «Лазарь» затонул. Когда Ренни похищена панками. а МакКалок отправился на её поиски, парень добирается до телефона-автомата и пытается вызвать полицию, но на него нападает Джейсон. Маньяк загоняет Джулиуса на крышу, где тот, не имея другого выхода, решает напасть на Вурхиза. Через некоторое время он устаёт бить, а также разбивает кулаки в кровь об маску Джейсона. После этого маньяк обезглавливает его — голова скатывается и падает в мусорный бак. Позднее её находят остальные выжившие на приборной панели патрульной машины.

### Диана Кавана
Диана Кавана (англ. Diane Cavanaugh) — персонаж мини-серии комиксов Friday the 13th: Bad Land, опытный турист и любительница путешествий. Однажды она и её двое спутников, Джереми и Фил, попадают в снежную бурю и забираются в первый попавшийся заброшенный дом, не подозревая, что находятся на территории лагеря на Хрустальном озере. Пока буря не прекратилась, Диана и Джереми уединяются, чтобы заняться сексом. Через некоторое время она замечает в окне фигуру Джейсона и случайно будит Фила. Тот, давно влюблённый в спутницу, вспылил, увидев её и Джереми вместе, и отправился наружу посмотреть, хотя и посчитал, что ей показалось. Волнуясь, что Фил может замёрзнуть насмерть, Диана уговаривает Джереми пойти поискать его.
Через некоторое время Фил возвращается один и говорит, что нашёл Джереми обезглавленным, и пытается забаррикадировать дверь. В это время Джейсон протыкает его лыжной палкой и врывается в дом, но Диане удаётся сбежать. Когда Джейсон догоняет её, она спрашивает его зачем он это делает, он отвечает ей, что она не должна была приезжать сюда, и убивает, обезглавив при помощи мачете.

### Доктор Армандо Кастильо
Доктор Армандо Кастильо (англ. Doctor Armando Castillo, Dr. Castillo) — персонаж романа Jason X: Death Moon, безумный учёный с полным пренебрежением к человеческой жизни, некрофил, садомазохист и любитель киборгов. Кроме того, он большой поклонник доктора Уиммера (один из второстепенных персонажей фильма «Джейсон X»). После того, как Джейсон захвачен правительством, доктор Кастильо основывает на одной из лун Земли-2 лабораторию и лагерь для несовершеннолетних преступниц Moon Camp Americana, в котором также идёт набор на порнографическое реалити-шоу Роджера Бордо. Доктор желает клонировать Джейсона, для чего он начинает убивать посетителей лагеря и использовать их тела в своих экспериментах. Тем не менее, Вурхиз сбегает и сам начинает бойню, даже взвод солдат не способен его остановить. Тогда Кастильо применяет оружие «Берсеркер», чтобы убить маньяка, после чего вновь восстанавливает его. После этого Джейсон вновь сбегает, находит доктора и, порезав ему лицо осколками зеркала, втаптывает в землю.
Несмотря на то, что в этом романе упоминается, что у Кастильо нет семьи, это опровергается в Jason X: To The Third Power. В тексте последнего упоминается доктор Кастильо (названный почему-то 'Артуром Дж. Кастильо), у которого была жена и три дочери — Луна, Терра и Скай Феллоуз. Кроме того, после гибели доктора вся информация о нём была практически стёрта из всех баз данных.

### Доктор Гиацинт Штейн
Доктор Гиацинт Штейн (англ. Doctor Hyacinth Stein) — персонаж романа Jason X: The Experiment, известный учёный, работает на правительство. Она очень строга, чужие проблемы её не заботят, за что сотрудники заслуженно называют её «Доктор Стервенштейн». Когда Джейсона схватили на электростанции Трёхмильного острова, он был доставлен доктору Штейн для того, чтобы она, скопировав способности маньяка, создала армию суперсолдат. После того, как четверо сотрудников было убито за вторжение в её офис, она начала экспериментировать с их трупами, надеясь воссоздать способности Вурхиза. После нескольких неудачных попыток опыты приносят плоды, но вскоре клон Джейсона сбегает и нападает на доктора. Она успевает нажать кнопку, прибывают войска и убивают её, после чего маньяк поглощает её тело, так как ему необходима живая ткань.
Через некоторое время с этим клоном Джейсона сталкиваются молодые специалисты Линн и Фредо, обнаружившие, что клон обладает интеллектом и голосом доктора Штейн. Прежде, чем он сможет напасть, молодые люди уничтожают его, но уходя, замечают, что он начал восстанавливаться.
Профессор Бардокс, персонаж романа Jason X: Planet of the Beast, часто упоминает доктора Штейн (при этом считая её мужчиной) и называет её работу «одновременно и блестящей, и примитивной».

### Дуг
Дуг (англ. Doug) — персонаж «Последней главы». Он один из тех, кто поселился по соседству с Джарвисами, парень Сары. В одной из сцен он идёт со своей девушкой наверх, чтобы заняться с ней сексом в душе, после чего Сара уходит, чтобы высушить волосы. Дуг моется под душем и поёт, входит Джейсон, парень принимает маньяка за Сару (считая, что она передумала и хочет продолжить). Вурхиз разбивает его голову об стену. Позже Триш и Сара находят его труп, пригвождённый к стене.

### Дэйви Фолкнер
Дэйви Фолкнер (англ. Davie Falkner) — персонаж мини-серии комиксов Friday the 13th: How I Spent My Summer Vacation, 13-летний подросток, страдающий краниофизарной дисплазией (заболевание костей, существенно искажающее скелет больного). Так как его мать обеспокоена тем, что он мало проводит время с другими детьми. она отправляет его на Хрустальное озеро, в лагерь «Пайни Вудс». Там его постоянно задирают его сверстники, а однажды ночью, рассказав ему историю о Джейсоне, бросают его в озеро. Дэйви изо всех сил пытается плыть, появляется Джейсон и начинает убивать детей прежде, чем погнаться за мальчиком и двумя вожатыми. Трое беглецов сталкиваются с полицейскими во главе с шерифом Элроем Таннихиллом, который под влиянием наркотиков расстреливает вожатых и готовится сделать то же самое с Дэйви. Появляется Джейсон, убивает полицейских и уносит мальчика прочь.
Дэйви проводит девять дней в плену и неожиданно понимает, что Джейсон не желает ему зла. Более того, они находят общий язык, когда осознают, что у обоих было нелёгкое детство из-за их физических дефектов. Мальчик даже помогает маньяку с убийством двух солдат, которых послал шериф, чтобы устранить Дэйви как единственного свидетеля того, что Теннихилл убил вожатых. После того, как вертолёт шерифа рухнул, Джейсон и Дэйви скрылись в пещере, где провели ночь. Вурхиз наутро ушёл, несмотря на все попытки остановить его, после чего на Дэйви нападает шериф, но мальчик успешно отбивается. Выбежав из пещеры, он понимает что солдаты победили Джейсона Вурхиза и он мёртв, а шериф вновь хватает его и громко орёт на солдат. Из-за криков и агрессии Теннихилла Джейсон вновь воскресает, хватает шерифа и вместе с ним падает с утёса.
После смерти шерифа солдаты забирают Дэйви Фолкнера домой, а мальчик пытается донести до них, что кое-чему научился у Джейсона, что все жертвы маньяка были «придурками» и получили то, что заслужили.

## Е

### Ева Ватанабе
Ева Ватанабе (англ. Eva Watanabe) — персонаж восьмой части франшизы, её роль сыграла Келли Ху. Одна из первых учениц Колин ван Дюсен, которых можно увидеть на лайнере «Лазарь». Лучшая подруга Тамары Мэйсон, стремится подражать ей даже в малейших вещах. Когда обе девушки уединились, чтобы употребить кокаин, их чуть не застал за этим мистер МакКалок, который угрожает разлучить лучших подруг. Позже, когда Ева снова пытается найти Тамару, она находит лишь её труп, так как её уже убил Джейсон. Поспешив уйти подальше, девушка сама сталкивается с маньяком и бежит от него до самого танцпола. Там она оказывается оглушена громкой музыкой и дизориентирована, после чего начинает видеть Вурхиза повсюду. Джейсон ловит её, поднимает в воздух и душит.

## И

### Итан
Итан (англ. Ethan) — персонаж мини-серии комиксов Friday the 13th: Bad Land, охотник на пушных зверей в XIX веке. Он со своими спутниками попадает в снежную бурю в окрестностях Хрустального озера. В поисках крова они натыкаются на хижину, принадлежащую семье местных индейцев, женщине с ребёнком, и занимают её. Несмотря на то, что Итан хочет лишь переждать бурю, его спутники, Бен и Джозеф, срываются и насилуют женщину, обещая Итану скорую расправу, если он вмешается. Но охотник всё равно высказывает отвращение. Позже, заметив в руках женщины что-то похожее на оружие, Джозеф убивает её и её ребёнка, но понимает, что в руках была всего лишь погремушка. В гневе Итан кричит на убийцу, но неожиданно в хижину входит хозяин, который всё это время был на рыбалке. Увидев, что вся его семья мертва, мужчина нападает на Итана, но Бен стреляет ему прямо в лицо. Оба считают, что он мёртв.
Вскоре после этого Джозеф сходит с ума, утверждая, что это место проклято, после чего сбегает. Так как он может замёрзнуть насмерть, Итан хочет найти его и вернуть, но Бен не желает ничего слышать. Первоначально охотник пытается угрожать спутнику, но потом, проклиная его, идёт на поиски второго спутника. Он находит его едва живого, наколотого на сук, и не подозревает, что Бен тоже уже мёртв. Джозеф умирает, заявляя, что всё вокруг проклято. Итан убеждён, что его друг прав и собирается бежать, когда на него нападает раненный, но вполне живой индеец с томогавком, который отрубает охотнику ухо. Итан стреляет, но промахивается, попав в дерево, и продолжает отбиваться прикладом ружья. Прежде, чем индеец размозжил ему голову камнем, он успел произнести «Мне так жаль…».
В 2008 году Диана Кавана, спасаясь от Джейсона, пробегает мимо того самого дерева, в которое попал Итан, и спотыкается о камень, которым его убили.

## К

### Карли МакДоннелл
Карли МакДоннелл (англ. Carly McDonnell) — главная героиня романа Friday the 13th: Mother’s Day. Потеряв отца ещё во младенчестве. она была воспитана матерью, которая чрезмерно опекает её. Отправившись в пятницу, 13-го числа вместе с друзьями и парнем Билли Буном, она не обратила внимания на легенды о семье Вурхизов. Через некоторое время на них нападает подражатель Джейсона, Джо Трэверс, находящийся под влиянием маски маньяка и головы Памелы. После гибели всех, кроме неё, и нескольких неудачных попыток убежать, девушке удалось наконец одолеть маньяка, сорвав с него маску, заколов его самого, после чего она выстрелила из ружья Треверса в голову матери Джейсона. После этого она бросает маску Вурхиза в воду.
В романе Friday the 13th: Jason’s Curse есть краткое упоминание, что Карли удалось оправиться от произошедшего и даже поступить в Гарвард.

### Кейт
Кейт (англ. Kate)— персонаж седьмого фильма, её роль исполнила Диана Алмэйда. Кейт — подруга Майкла и девушка Бена, она вместе с друзьями организует праздничную вечеринку в честь дня рождения Майкла. Между ней и Беном есть некоторая напряжённость. Через некоторое время они оба направляются в фургон, где занимаются сексом. Прямо посреди этого занятия они слышат снаружи шум. Когда Бен, полагая, что это Майкл, ушёл и не вернулся, девушка взобралась на переднее сидение, продолжая звать парня. В это время появляется Джейсон, хватает её за шею, и втыкает её в глаз праздничную пищалку. Позднее её труп, среди прочих, находит Тина.

### Келли Бун
Келли Бун (англ. Kelly Boone) — персонаж романа Friday the 13th: Jason’s Curse, впервые появляется в романе Friday the 13th: Mother’s Day, когда её брат, Билли Бун, отправился с друзьями к Хрустальному озеру, а она сама осталась дома из-за болезни.
После того, как её брат погиб, она стала одержима Джейсоном и его историей и через некоторое время она сама поехала с несколькими спутниками к Хрустальному озеру. Там на них нападает Биг Ред Глисон, одержимый духом Вурхиза, и убивает всех, кроме Келли. В этом ему помогает злобный призрак Билли Буна. Девушке удаётся победить Глисона, застрелив его, заколов и зарубив топором. После боя она забирает маску и хоронит её, после чего умирает от полученных ран.

### Келли Миллс
Келли Миллс (англ. Kelly Mills) — главная героиня романа Friday the 13th: Church of the Divine Psychopath, 26-летняя женщина с непростым прошлым. Основатель культа Министерства Небесных Дел, отец Эрик Лонг, спаивает её и заставляет примкнуть к культистам. тем не менее Келли с каждым днём всё больше разочаровывается в нём, особенно это стало заметно после того, как отец Эрик собрал всех и направился к Хрустальному озеру, чтобы воскресить Джейсона Вурхиза, которому, собственно, они и поклонялись. Келли Миллс не ушла только потому, что подружилась с 17-летней девушкой Мередит. Джейсон воскресает, а вскоре на Хрустальное озеро являются члены секретной организации. В завязавшейся потасовке погибли все, кроме Келли и Уолтера Хобба. Через некоторое время женщина заманивает Вурхиза в дом, где маньяка уже ожидает Хобб с гранатомётами. Победив Джейсона Вурхиза, оба покидают лагерь.

### Клэй Миллер
Клэй Миллер (англ. Clay Miller) — главный герой ремейка, сыгранный Джаредом Падалеки. Клэй приехал на Хрустальное озеро в поисках своей сестры, Уитни, пропавшей там за шесть недель до этого. Местные власти уже перестали искать девушку, но парень уверен, что она где-то недалеко. Позже Клэй встретил несколько студентов колледжа и познакомился с девушкой по имени Дженна, которая решает помочь новому знакомому. Клэй был одним из тех, кто стал свидетелем того, как Джейсон прятал очередной труп. После он вместе с Дженной попытался предупредить её друзей об опасности, но маньяк заметил их и начал убивать студентов одного за другим. Убегая от злодея, оба находят сеть подземных туннелей, служащую Джейсону в качестве логова, и Уитни, которую маньяк пощадил из-за сильного сходства с его матерью. После того, как Дженна погибла, брат и сестра заманивают Джейсона в амбар, где в пылу сражения Клэй бросает убийцу на дробилку, а Уитни вонзает ему в грудь его же мачете. Позднее, оба прячут тело маньяка в озере, но тот оживает и хватает Уитни.
Джаред Падалеки описал своего персонажа как настоящего героя, потому что, когда его сестра пропала, он стремится «поступить правильно» и делает это подобно «волку-одиночке», взяв на себя ответственность за её поиски.

### Крейтон Дюк
Крейтон Дюк (англ. Creighton Duke) — персонаж «Последней пятницы», антигерой, охотник за головами, одевающийся в ковбойском стиле. После того, как ФБР уничтожило тело Джейсона, он остаётся уверенным, что маньяк всё ещё жив. Когда происходят убийства, схожие с убийствами Вурхиза, Крейтон нанят ведущим ток-шоу Робертом Кемпбеллом и отправляется к Хрустальному озеру, чтобы найти единокровную сестру Джейсона, Диану Кимбл. Там его арестовывает местный шериф и отправляет в тюрьму. Позднее вместе с ним садят Стивена Фримена, бывшего парня Джессики Кимбл и отца её ребёнка. Ему Крейтон рассказывает о ситуации, в качестве платы за информацию выворачивая парню пальцы. Охотнику за головами удаётся бежать, когда на участок нападает одержимый Джейсоном Роберт Кэмпбелл. Он похищает дочь Джессики и Стивена, Стефани, и отправляется в старый дом Вурхизов. Когда Джессика появляется там, он даёт ей зачарованный кинжал, которым она может убить Джейсона («Только Вурхиз поможет ему возродиться, и только Вурхиз поможет убить его»). Позже он вступает в бой с маньяком, возродившимся в теле Дианы, и тот, взяв Крейтона в «медвежий захват», раздавил его.
Крейтон Дюк появляется среди жертв Вурхиза в романе-адаптации «Фреди против Джейсона». Находясь в Аду, Джейсон видит его и других после того, как своим мачете пригвоздил девушку к дереву.
Настоящее имя Крейтона — Андерсон Дюк. Кроме того, он стал одержим поисками Джейсона после того, как стал свидетелем убийства своей девушки. Адам Маркус, режиссёр «Последней пятницы», признался, что считает Крейтона Дюка самым лучшим персонажем франшизы, не считая самого Вурхиза: «Он обратная сторона медали. Психованный садист, который может быть героем или, по крайней мере, врагом Джейсона».

### Крис Хиггинс
Крис Хиггинс (англ. Chris Higgins) — персонаж третьего фильма, девушка, когда-та жившая в окрестностях Хрустального озера, и снова вернувшаяся спустя несколько лет после некоторой травматической ситуации. Во флэшбеке показано то, что травмировало её — в лесу на неё напал уродливый человек, которым, как оказалось, был Джейсон Вурхиз. Маньяк снова напал, убил всех её друзей, после чего она убила его, ударив топором по голове. Судя по разговорам полиции и по её хихиканью, когда они её ведут, Крис сошла с ума после резни в её доме.
В начале четвёртого фильма в одной из палат можно увидеть мать, которая обняла свою дочь. Несмотря на то, что девушка показана только со спины, внешне она очень похожа на Крис.
В альтернативном финале «Части 3 в 3D» Крис погибает — она возвращается на каноэ к берегу, слышит голос Рика и входит в дом, где на неё нападает оживший Джейсон и расчленяет её.
В романе-адаптации фильма Крис обезглавливает Джейсона серпом, после чего просыпается в своей постели, а резня в её доме, как ей объяснили, ей только приснились. Тем не менее девушка идёт в амбар, где находит тщательно очищенное место преступления и тела своих друзей и трёх байкеров. После этого на неё нападает Вурхиз и убивает её. Через несколько секунд глазами полицейского показывается Крис, мирно спящая в своей кровати, а по телевизору, в выпуске новостей, рассказывается об убийстве владельца магазина и его жены, но нет никаких сведений о событиях в домике родителей Крис.
Исполнительница роли Крис Хиггинс, Дана Киммелл, призналась, что приняла предложения сняться в фильме лишь из-за гонорара, но, по её словам, ей ужасно неловко было сниматься в таком кино и она периодически просила Фрэнка Манкузо изменить несколько сцен, содержащих эротику или насилие.

### Кристен
Кристен (англ. Kristen) — персонаж комикса Jason X Special. Биоинженер, живущий в лаборатории на мёртвой Земле-1 и желающий при помощи регенеративных способностей Джейсона Вурхиза вылечить своего возлюбленного, Нила. Она берёт под контроль голо-палубу «Гренделя» и вводит в заблуждение команду тем, что они направляются к Земле-2, хотя на самом деле это не так. После того, как корабль взрывается, Кристен и её помощница, андроид Мишель, захватывают Джейсона и берут образец его тканей. Тем не менее, маньяк сбегает и, уничтожив Мишель, преследует Кристен. Ей удаётся добежать до Нила и вколоть ему сыворотку прежде, чем запустить Джейсона в космос. Однако на неё нападает Нил, который теперь говорит голосом Памелы Вурхиз. Прежде, чем она умерла, она видела, как Нил, проклиная её голосом матери Джейсона, перерезает себе горло ножом.

### Кэролайн
Кэролайн (англ. Caroline) — персонаж мини-серии комиксов Freddy vs. Jason vs. Ash, жительница окрестностей Хрустального озера и работник нового супермаркета S-Mart. Она ненавидит родной город, считает его скучным и бесперспективным. Через некоторое время в супермаркет был переведён Эш Уильямс, и Кэролайн, услышав истории о его приключениях, поверила в них практически сразу, в отличие от других сотрудников, которые считают их глупыми байками. Именно она рассказала Эшу о Джейсоне Вурхизе, после чего он стал уверен, что маньяк является разновидностью дедайтов, его старых врагов. Когда парень отправился в дом Вурхизов, чтобы добыть Некрономикон, Кэролайн втайне последовала за ним. Она на машине сбивает Джейсона, спасая и Эша, и девушку по имени Бри, на которых маньяк напал. Все трое возвращаются в S-Mart, но в супермаркет врывается Джейсон, который разыскивает Некрономикон для Фредди Крюгера — Бри погибает, а Эш без сознания — и она вынуждена отдать книгу. Когда Эш приходит в сознание, она помогает ему победить Джейсона и воскресшего Фредди, чтобы затем отправить Крюгера и Некрономикон в измерение дедайтов, а Вурхиза — запереть в ловушке в водах Хрустального озера.
Через шесть месяцев после победы над Фредди и Джейсоном, Кэролайн живёт с Эшем во Франклине. Пока тот был в магазине, на неё напал и убил возрождённый Джейсон. Эш находит тело Кэролайн прибитым к стене, а голову — жарящейся на гриле.

## Л

### Линн Боус
Линн Боус (англ. Lynne Bowes) — персонаж романа Jason X: The Experiment, 28-летняя журналистка из местной газеты, совершившая поездку на открытие электростанции на Трёхмильном острове. В это время на станцию нападает Джейсон в поисках источника энергии для его нанитов-муравьёв. Погибают практически все сотрудники. но Линн выжила, юлагодаря охранникам, застрелившим перегруженного энергией Вурхиза.
После этих событий Линн нанимается в качестве молодого специалиста на работу к доктору Гиацинт Штейн, так как подозревает её в том, что у неё свои планы на Джейсона. Вскоре она обнаруживает, что доктор держит сотрудников в качестве испытуемых, чтобы создать на основе образцов ткани Джейсона Вурхиза сверхсильную армию суперсолдат. Когда маньяк сбежал, а доктор Штейн вызвала солдат для зачистки, Линн сбегает с другим специалистом — Фредо — и позже встречает клона Джейсона, обладающего интеллектом и голосом доктора Штейн. Они уничтожают его. В конце концов вооружённые силы, в попытке скрыть всё происшедшее, арестовывают молодых специалистов, выживших в инциденте, в том числе и Линн Боус.

### Лондон Джефферсон
Лондон Джефферсон (англ. London Jefferson) — персонаж романа Jason X: Planet of the Beast, 28-летний учёный-генетик, заместитель командующего станции G7 (неофициально), вращающейся вокруг планеты № 666 (также известной как Планета Зверя). Когда профессор Бардокс случайно провозит на борт Джейсона Вурхиза, Лондон и её коллеги вынуждены бороться за свою жизнь. После гибели всех на борту, в том числе и её парня Андрэ, она покидает разрушающуюся станцию на шаттле. Во время путешествия Лондон узнаёт, что беременна ребёнком Джейсона Вурхиза, так как Бардокс искусственно оплодотворил её генетическим материалом маньяка.
В романе Jason X: Death Moon есть небольшая сцена, в которой шаттл Лондон попадает в чёрную дыру. В Jason X: To The Third Power раскрывается, что она спаслась при помощи спасательной капсулы, которую позже нашёл Джексон Мэнсфилд, один из самых богатых людей во Вселенной. Оставшуюся часть жизни Лондон прожила на спутнике Джексона, родив там своего сына, которого она назвала Фри.
Нэнси Килпатрик, создатель персонажа Лондон Джефферсон, запланировала для него ещё одно столкновение с Джейсоном и была очень недовольна, когда узнала, что Алекс Джонсон убил Лондон в своём романе Jason X: Death Moon. Поэтому принимаясь за Jason X: To The Third Power, Килпатрик первым делом вернула персонаж в сюжет, написав сцену спасения из чёрной дыры.

### Лора Апленд
Лора Апленд (англ. Laura Upland) — персонаж комикса Friday the 13th Special, дочь владельца нового лагеря на Хрустальном озере. она со своим братом Майком потратили все средства на превращение его в настоящий курорт, но сражение Джейсона с Фредди (события фильма «Фредди против Джейсона») сравняло с землёй почти всё, что они сделали, но не успели застраховать. В результате Лора оказывается на грани банкротства и винит в этом Вурхиза. Она нанимает военизированный отряд, чтобы найти его и уничтожить. Наблюдая с вертолёта, она видела как Джейсон убил всех её наёмников, и применяет вооружение вертолёта, чтобы самой убить маньяка. Тем не менее, Вурхизу удаётся сбить вертолёт, убив пилота. Лора пережила крушение и вступила с Джейсоном в рукопашный бой, объясняя ему, чем он ей не угодил. После этого маньяк кидает мачете в вертолёт, застрявший в ветвях деревьев — тот падает и разрезает Лору винтом.

### Лори Кэмпбелл
Лори Кэмпбелл (англ. Lori Campbell) — персонаж «Фредди против Джейсона», роль которого сыграла Моника Кина. Её имя отсылает одновременно к Лори Строуд, героине франшизы «Хеллоуин», и актрисе Нив Кэмпбелл, сыгравшей Сидни Прескотт в киносериале «Крик». Она одна из немногих жителей Спрингвуда, которые понимают, что недавние убийства совершил Джейсон Вурхиз и они не имеют отношения к Фредди Крюгеру. Так как многие снова начали бояться Крюгера, она и её друг Уилл делают всё возможное, чтобы он снова не обрёл свою силу. После неудачной попытки запустить в производство гипноцил, лекарство, благодаря которому люди не видят сновидений, Лори добровольно входит в мир снов, чтобы вытянуть Крюгера в наш мир. Тем не менее, Фредди практически побеждает её, а также девушка узнаёт, что именно он повинен в смерти её матери. Использовав свою злость, она выталкивает маньяка в наш мир, после чего тот вынужден вступить в битву с Джейсоном. Лори взрывает док, на котором происходила эта битва и полагает, что с обоими маньяками покончено.
В альтернативном варианте окончания «Фреди против Джейсона» Лори умирает через два месяца после основных событий — она занимается с Уиллом сексом, когда тот вдруг превращается в Фреди Крюгера и убивает её. Данную сцену можно найти в романе-адаптации фильма. В романе A Nightmare on Elm Street: Suffer the Children обнаруживается её онлайн-дневник. В мини-серии комиксов Freddy vs. Jason vs. Ash Лори (английский вариант её имени записан как Laurie) и Уилл возвращаются на Хрустальное озеро, спустя пять лет после событий фильма, чтобы удостовериться, что с Джейсоном и Фреди действительно покончено. В лесу они сталкиваются с вполне живым Вурхизом, который убивает Уилла. Сама Лори даёт серьёзный отпор маньяку, швырнув его в окно хижины, но Джейсон встречает её у двери и разрубает ей голову пополам. Через некоторое время можно заметить как маньяк перетаскивает тела Лори и Уилла, чтобы спрятать.
Моника Кина назвала свой персонаж одним из самых глубоких в сюжете: «По-моему, Лори очень независимая и жёсткая. В фильме есть сюжетная линия, исследующая историю гибели её матери от рук Фредди Крюгера, поэтому в конце концов она должна отомстить. Она настоящая героиня истории» . Сценарист Freddy vs. Jason vs. Ash объяснил причину гибели Лори и Уилла тем, что за всю историю существования «Пятницы, 13» и «Кошмара на улице Вязов» установилась традиция, что все выжившие после столкновения с культовыми злодеями умирают в следующих фильмах или уже оказываются мертвы на момент их событий.

## М

### Макси Вагнер
Максин «Макси» Вагнер (англ. Maxine "Maxi" Wagner) — персонаж романа Friday the 13th: The Carnival, малолетняя преступница, в которую влюблено большинство одноклассников. Девушка из неблагополучной семьи (мать страдает алкоголизмом, отец периодически изменяет). Когда в окрестностях хрустального озера располагается карнавал «Бродячий цирк Винса Фэнтаны», Макси отказывается его посетить, но позже ей стало скучно и она присоединяется к друзьям и сопровождающим их учителям. Там на всю группу нападает подражатель Джейсона Вурхиза, механик Митч Дивер, и его собака Стамп — практически все друзья девушки, а также её отец, убиты — и Макси вынуждена объединить свои силы с дочерью гадалки, Селин Токар, чтобы выжить. Пока Митч пытается убить Селин при помощи гильотины, она ударяет маньяка топором по голове, тем самым убивая его. Позднее на девушку нападает Стамп и разрывает её на части. По-видимому, её останки сгорели, когда карнавал взорвался.

### Марси Стэнлер
Марси Стэнлер (англ. Marcie Stanler) — персонаж первого фильма, девушка Джека Барелла и подруга Неда Рубинштейна. Все трое являются вожатыми, нанятыми Стивом Кристи для приведения лагеря на Хрустальном озере в надлежащее состояние. Тем не менее, на протяжении всего дня она постоянно отлынивает от работы. Очень боится грозы. Уединилась с Джеком, чтобы заняться с ним сексом. После того, как она ушла в ванну, за ней прокралась Памела Вурхиз и вонзила ей в лицо топор.

### Меган Гаррис
Меган Гаррис (англ. Megan Garris) — персонаж фильма «Джейсон жив», её роль сыграла Дженнифер Кук. Дочь шерифа, вожатый в восстановленном лагере на Хрустальном озере (на то время уже переименованном в «Форест Грин»). Ей нравится Томми Джарвис, которого она встретила в офисе своего отца, когда парень пришёл сообщить о том, что Джейсон Вурхиз восстал из мёртвых. Она единственная, кто ему поверил и даже обеспечила ему алиби, когда шериф попытался обвинить Джарвиса в убийствах, совершённых Джейсоном. В то время когда Вурхиз добрался до «Форест Грина» и вошёл в дом, где спали дети, она пытается соблазнить маньяка, пока он не убил всех — она отвлекает его достаточно, чтобы Томми отплыл на некоторое расстояние от берега и привлёк внимание на себя. Когда Джарвис почти утонул, борясь с Вурхизом, она вытащила его из воды и сделала ему искусственное дыхание.
Дженнифер Кук первоначально сомневалась в том, стоит ли ей согласиться на роль Меган, но потом она приняла предложение из-за гонорара. Свой опыт в съёмках в фильме она описала как приятный, описав это следующим образом: «Мой персонаж по-настоящему симпатичный и весёлый. Вдобавок я наконец смогла проехаться на автомобиле на высокой скорости».

### Мелда
Мелда (англ. Melda) — персонаж мини-серии комиксов Friday the 13th: Jason vs. Jason X, пилот судна-мусорщика «Помпеи» (чья цель — собрать обломки погибшего во время событий фильма «Джейсон X» корабля «Грендель»). Когда члены её экипажа отправляются на полуразрушенный корабль, она остаётся на «Помпеях», чтобы координировать их действия. Через некоторое время жизненные сигналы её коллег начинают пропадать, Мелда, предчувствуя опасность, отстыковывает корабль, не подозревая, что на борт пробрался клон Джейсона Вурхиза, который и убил всех. В поисках помощи она связывается с пролетавшим мимо звездолётом «Фан-клуб» (англ.  S.S. Fun Club) и пристыковывается к нему. Там она встречается с настоящим Джейсоном Вурхизом, который в борьбе с собственным клоном, устраивает резню на звездолёте. Мелде и женщине-аедроиду Элис удаётся взять под контроль «Фан-клуб» и совершить аварийную посадку на Земле-2. Им обоим удалось выжить при посадке, но оба Джейсона тоже живы — они скрылись в близлежащем лесу.

### Мелисса
Мелисса (англ. Melissa) — персонаж седьмой части франшизы, роль которой исполнила актриса Сьюзен Дженнифер Салливан. Мелисса высокомерна, груба и эгоистична. Она влюблена в Ника, чего от него даже не скрывает, и её злит тот факт, что Ник больше интересуется Тиной. На подготовке вечеринки-сюрприза в честь дня рождения Майкла, кузена Ника, она начинает дразнить Тину, мотивируя это тем, что «в любви и на войне все средства хороши», но её поведение ещё больше отталкивает парня. Тогда Мелисса решает вызвать в нём ревность, делая вид, что начинает отношения с другим парнем, не подозревая, что Ник даже не заметил этого. Позднее, когда Ник и Тина пришли в дом и рассказали о Джейсоне, она упрямо не верила им и снова принялась дразнить Тину. Когда она открыла входную дверь, стоявший там Вурхиз вонзил ей в голову топор.

### Митч Дивер
Митч Дивер (англ. Mitch Deever) — персонаж романа Friday the 13th: The Carnival, механик карнавала «Бродячий цирк Винса Фантаны». В пятницу 13-го числа его ротвейлер выкапывает маску Джейсона и приносит ему. Через некоторое время на одном из аттракционов возникает поломка и Митч решает использовать хоккейную маску в качестве сварочного шлема — как только он надевает её, он становится одержим духом Джейсона и превращается в маньяка-убийцу. Убив несколько человек, он начинает резню среди работников и посетителей «Бродячего цирка Винса Фонтаны». Преследуя девушек Макси и Селин, Митч ловит последнюю и, предварительно помучив, пытается убить её с помощью гильотины, но его убивает Макси, ударившая топором ему в голову. Труп Митча сгорел во время взрыва карнавала.
Ссылки на события романа есть в Friday the 13th: Road Trip: солдат решил обвинить Вурхиза в двойном убийстве после того, как прошёл слух, будто «один глупый механик заполучил маску Джейсона и впал в кровавое безумие прямо посреди шумного карнавала».

### Мишель Кайлер
Мишель Кайлер (англ. Michelle Kyler) — персонаж романа Friday the 13th: Carnival of Maniacs, агент ФБР, одержимый поисками Джейсона Вурхиза после того, как её мать бесследно пропала в окрестностях Хрустального озера. Вскоре с ней связывается девушка по имени Гло, которая утверждает, что её карнавал, «Карнавал ужасов доктора Гейтсмана», нашёл Джейсона и в данный момент маньяк находится у них. Мишель и её напарник, Кори Толлесон, направляются на место, указанное Гло, и находит карнавал в практически разрушенном состоянии, а информатора — одержимым духом Памелы Вурхиз. Позже, преследуя дочь владельца, Элис Уитни, в грузовике которой находится Джейсон, Мишель разбивается на машине, после чего считает, что её напарник погиб. Она находит ноутбук Элис, из которого получает информацию о том, что Джейсон Вурхиз выставлен на интернет-аукционе. Дух Памелы хочет захватить её тело, но воля Мишель слишком сильна, зато агент узнаёт, что если Джейсон не убьёт в течение дня, то он останется слабым навечно. На неё нападает Кори, выживший в автокатастрофе и отводит к Натаниэлю Моргасу, богачу, также одержимому поисками маньяка. Оба мужчины пытают Мишель, чтобы выведать информацию о Джейсоне, и ей приходится рассказать, что того купил музыкант Росс Ферату, который надеется использовать его в качестве декорации к своему новому клипу. Ослабленная пытками Мишель больше не может противостоять воздействию духа Памелы. Узнав, что в смерти её матери повинен не Вурхиз, а некий каннибал, агент отдаёт своё тело духу матери маньяка.

### Мэгги
Мэгги (англ. Maggie) — персонаж комикса Friday the 13th: Abuser and the Abused, проблемная девушка-подросток, потерявшая мать и живущая с постоянно оскорбляющей её мачехой и безразличным отцом. Когда её парень Стив начинает грубо обращаться с ней, она решает, что никто не в силах ей помочь, и берёт дело в свои руки. Она убивает родителей, после чего просит Стива отвезти её к лагерю на Хрустальном озере в обмен на секс. Прибыв на место, Мэгги нападает на Стива с ножом, с целью убить его, но появляется Джейсон Вурхиз и мешает ей. Девушка пытается договориться с ним, намекая на сходство между ними, но маньяк не слушает её и обезглавливает девушку. После этого. взяв с собой голову и тело Мэгги, он погружается на дно озера.

### Мэдди
Мэдди (англ. Maddy) — персонаж фильма «Новая кровь», её роль сыграла Диана Барроуз. Она лучшая подруга Робин и, как и она, влюблена в Дэвида. Тем не менее, Робин просит её «вернуться к рельности», сообщая девушке, что она «не его тип», после чего Мэдди, расстроившись, поднимается наверх и преображается — одевается более вызывающе, делает модную причёску, накладывает макияж. Она выходит из дома в поисках Дэвида и находит тело Расселла, после чего сталкивается с Джейсоном Вурхизом. Убегая от него, она прячется в сарае и сначала ей кажется, что Джейсон её не найдёт, но потом рука маньяка прорывается сквозь стену прямо позади неё, хватает её за голову, а вторая рука, также проломив стену, наносит её удар серпом в шею, убивая девушку. Позднее её тело можно заметить среди тел других жертв маньяка.

## Н

### Норвуд Тоун
Норвуд Тоун (англ. Norwood Thawn) — персонаж романа Friday the 13th: Hate-Kill-Repeat. Норвуд живёт двойной жизнью: с одной стороны, он и его жена Пенелопа являются лидерами культа Избавителей, с другой — серийный убийца, который верит что уполномочен Богом убивать грешников в Америке. В то время, как по всей стране его разыскивают агенты ФБР, он и Пенелопа сталкиваются с Джейсоном, которого случайно освободили из Хрустального озера. Норвуд пытается объединиться с маньяком, так как считает, что они оба следуют одной и той же цели. В качестве «дара в честь перемирия» он предлагает Джейсону девушку по имени Гало Харлан, но того не интересует союз с Норвудом, поэтому Джейсон убивает Пенелопу и отправляет его в нокаут, после чего преследует Гало до самого отеля Phoenix Heights Hotel. Очнувшись, Норвуд делает из тела жены оружие, но его находят агенты ФБР и арестовывают. Женщина, одна из агентов, оказывается членом Избавителей, она убивает напарника и освобождает главу культа. После того, как агент предложила ему выпить, когда ситуация с Джейсоном будет разрешена, Норвуд убивает её, так как, по его мнению, Пенелопу заменить нельзя. После этого он добирается до отеля, где он находит Вурхиза и Гало. В результате битвы на крыше пылающего Phoenix Heights Hotel, Джейсон вспарывает живот Норвуда секачом, потрошит его, после чего сбрасывает тело прямо в огонь.

## П

### Памелла Вурхиз
Памела Вурхиз (англ. Pamela Voorhees) — мать Джейсона и главный антагонист первого фильма. Обезглавлена Элис Харди.

### Пит
Пит (англ. Pete) — персонаж «Нового начала». Он со своим другом, Винни, направляется в социальный лагерь «Сосновая роща» на встречу с местными девушками. Их автомобиль ломается посреди леса и Пит требует у Винни починить его, а сам отправляется в лес, чтобы справить нужду. Вернувшись, он видит друга, как он полагает, копающимся в двигателе (не подозревая, что тот просто мёртв), и обещает «прибить» его, если машина всё ещё сломана. После нескольких попыток машина наконец заводится, но через несколько секунд Рой Бёрнс, замаскированный под Джейсона и прятавшийся на заднем сидении, хватает Пита за голову и перерезает ему горло мачете.

### Пол
Пол (англ. Paul) — персонаж «Последней главы», он один из тех, кто снял дом по соседству с Джарвисами. На вечеринке с ним флиртует Тина, из-за чего его девушка, Саманта, вспылила и ушла поплавать нагишом. После этого Пол отвлекается от Тины, идёт за ней и находит её мёртвую на надувном плоту. Увидев это, он паникует, плывёт обратно к берегу, но Джейсон протыкает его гарпуном в районе паха и приподнимает над водой, тем самым убивая его.

### Пол Холт
Пол Холт (англ. Paul Holt) — персонаж второй части, его сыграл Джон Фьюри. Пол является лидером вожатых в лагере, основанном неподалёку от «лагеря смерти». Как правило, он не обращает внимание на предупреждения, что новый лагерь расположен слишком близко. Он показал себя умелым лидером, способным отделить профессиональные отношения с Джинни Филд от личных. Когда некоторые уехали по делам, Джинни просит его обсудить правду о Джейсоне, но сам Пол уверяет, что это лишь городская легенда. Он понимает, что был не прав, когда оба сталкиваются с вполне реальным маньяком. Когда Вурхиз находит Джинни, чтобы убить её, Пол нападает на него, и чуть сам не погибает — его спасает Джинни, которая притворилась матерью Джейсона и потом вонзила маньяку в плечо мачете. Последний раз Пол появился, когда раненный Вурхиз напал на них в доме, прорвавшись через окно.
Когда Джимми очнулась, Пола не было, и она постоянно звала его. Имеется вероятность, что Пол уже погиб к тому времени, когда Джинни нашла алтарь Памелы Вурхиз и его борьба с Джейсоном была плодом её воображения. В начале следующего фильма главным героям встречается старик по имени Эйбл, который показывает им вырванный голубой глаз — примечательно, что у Пола Холта голубые глаза.

### Профессор Клод Бардокс
Профессор Клод Бардокс (англ. Professor Claude Bardox) — персонаж романа Jason X: Planet of the Beast, известный учёный-генетик, глава космической станции G7. Отличительная особенность профессора — у него отсутствует одна рука, что он компенсировал специальным протезом из чёрного металла. О прошлом Бардокса известно мало — можно найти информацию лишь о его возрасте (40 лет или около того) и об отце, который был очень строг и, возможно, груб с сыном. Именно отец повлиял на выбор будущей профессии Клода Бардокса. Когда на Планете № 666 разбивается шаттл с Джейсном Вурхизом, профессор отправляет людей за образцами ткани погибшего маньяка, чтобы на их основе создать свою совершенную расу людей. Образцы оказались непригодными, поэтому Бардокс и его помощник Эмери сами отправляются к телу Вурхиза, впоследствии ненароком оживив его. Эмери погибает, а сам Клод Бардокс посылает сигнал на станцию, чтобы за ним прислали шаттл, так как его разбился при посадке. Когда за ним прилетает девушка Фелисити, он оставляет её на планете, а сам улетает, не подозревая, что Джейсон, убив Фелисити, прицепился к обшивке.
По достижении G7, Бардокс проводит опыты, искусственно оплодотворив Лондон Джефферсон спермой маньяка. Когда стало очевидно, что Джейсон на борту станции и убивает её сотрудников один за другим, профессор и его люди пытаются поймать и обезвредить его при помощи особой сыворотки, но терпят неудачу. В живых остаются только Бардокс, Лондон и инженер Билл. Тем не менее он всё ещё уверен, что может контролировать Вурхиза, введя ему комплекс транквилизаторов, которые сделают маньяка спокойным и внушаемым. Тем не менее, эффект оказался временным, после того, как действие наркотиков прошло, Джейсон убивает Билла, а затем нападает на профессора. Прежде, чем Вурхиз оторвёт ему руку, пронзит мачете и раздавит голову. он кричит Лондон, чтобы она бежала.
В романе Jason X: Death Moon Лондон Джефферсон упоминает Бардокса (переименованного в Бартокса) в связи с историей её оплодотворения. Также становится известно, что правительство тщательно скрыло все следы произошедшего на G7. В Jason X: To The Third Power в своих записях доктор Кастильо упоминает «уважаемого коллегу», который напрямую связан с событиями на станции, подразумевая профессора Бардокса.

### Псих Ральф
Псих Ральф (англ. Crazy Ralph) — персонаж фильмов «Пятница, 13-е» и «Пятница, 13-е. Часть 2», в обоих его сыграл актёр Уолт Горни. Ральф является жителем окрестностей Хрустального озера и обычно занимается тем, что объезжает их на своём велосипеде и предупреждает приезжих о том, что в местном лагере (который он называет «кровавым») нельзя останавливаться, иначе они будут убиты. Как правило, после его заявлений, что он «посланник Божий», призванный уберечь людей от «проклятия смертоносного лагеря», Ральфа никто не воспринимает всерьёз, называя сумасшедшим. Во втором фильме Джейсон убивает его при помощи колючей проволоки и прячет в кладовую, где его позднее находит Джинни Филд.
В последующих фильмах встречалось ещё несколько персонажей, которые вели себя подобно Психу Ральфу. В третьем фильме главные герои встречают бездомного по имени Эйбл (Дэвид Вайли), который говорит им: «Лучше вам вернуться туда, откуда вы приехали!». В восьмом фильме среди персонажей встречается безымянный матрос с корабля «Лазарь», который заметил, как Джейсон попал на борт корабля, и попытался предупредить об этом пассажиров и команду: «Это путешествие обречено! Обречено!». Сначала его посчитали безумцем, но после того, как по всему «Лазарю» начали находить трупы, матроса объявили убийцей. Позднее Джейсон убивает его при помощи пожарного топора.
В романе Jason X: Death Moon персонаж по имени Туб Канингем, подобно Ральфу, предупреждает всех приезжих не приближаться к лагерю Moon Camp Americana, так как там поселился Джейсон. Впоследствии Туб погиб практически так же, как и Ральф — маньяк задушил его колючей проволокой, в процессе обезглавив. В более позднем произведении, романе Friday the 13th: Hate-Kill-Repeat, фермер Джек Флэннеган вспоминает о том, как однажды ночью встретил Ральфа, залезшего к нему во двор и утверждавшего, что он знал, «что творится на озере». Также Ральф имеет несколько краткосрочных появлений в двух выпусках комиксов издательства Wildstorm под названием Friday the 13th: Pamela’s Tale, в частности в сценах, в точности повторяющих момент из первого фильма, где он предупреждает Элис Харди и Эноса об опасности лагеря на Хрустальном озере.
По утверждению Виктора Миллера «единственная функция персонажа Психа Ральфа — создать нужную атмосферу для этого места». Также сценарист раскрыл, что согласно изначальной задумке Псих Ральф был известен как «Ральфи, мальчик-крыса», и его можно было описать как «одного из тех безумцев, каких можно найти в фильме „Избавление“, сумасшедшего, который знает правду, человека, который не тот, кем кажется, пророка, спрыгнувшего прямо со страниц пьесы Шекспира. Большинство людей может подумать, что все подобные Ральфу просто тронулись умом, но они ближе к действительности, чем многие „нормальные“».
IGN назвал Ральфа «непризнанным героем фильма в жанре слэшера».

### Пэм Робертс
Пэм Робертс (англ. Pam Roberts) — персонаж «Нового начала», её роль сыграла Мелани Киннамен. Она — помощник директора социального лагеря «Сосновая роща» и вынуждена защищать себя и маленького мальчика по имени Реджи от подражателя Джейсона, Роя Бёрнса. В конце фильма на неё нападает Томми и, хотя это не показано, она, предположительно убита.
В новелизации «Джейсон жив» раскрывается, что Томми всё же не убил Пэм — она легко отбила атаку, успокоила мальчика и, когда он был отправлен клинику для душевнобольных, осталась приглядывать за ним.
Её появление планировалось также в фильме «Джейсон жив» и, согласно сценарию, она погибала. Позже её было решено удалить из сценария, так как создатели решили, что фильм не будет прямым продолжением предыдущей части.

## Р

### Ренни Уикхэм
Ренни Уикхэм (англ. Rennie Wickham) — персонаж фильма «Джейсон штурмует Манхэттен», её роль сыграли Дженсен Дэггет и Эмбер Поулик (маленькая Ренни). Когда она была маленькой, её дядя, Чарльз МакКалок, отвёз её на Хрустальное озеро, чтобы научить плавать. Так как Чарли затаскивает девочку на самую глубину, предварительно рассказав о Джейсоне Вурхизе, «мальчике, который утягивает на дно тех, кто не умеет плавать», у неё развилась острая форма аквафобии и её постоянно преследуют видения тонущего Джейсона. Во время событий фильма Ренни — одна из выпускников, путешествующих на лайнере «Лазарь», направляющемся в Нью-Йорк. После того, как Джейсон начал убивать пассажиров и команду одного за другим, а корабль пошёл ко дну, девушка стала одной из немногих, кому удалось выжить. Когда они добираются до Нью-Йорка, девушку похищают местные панки, которые хотели превратить её в наркоманку, но её спас Джейсон. Позже она находит Шона, другого выжившего и воссоединяется с остальными. Однако маньяк всё ещё преследует их, поэтому после гибели полицейского, Ренни с другими пытается уехать на автомобиле, но врезаются в стену. Во время взрыва автомобиля она вспоминает то, что произошло с ней в детстве, и прогоняет дядю, которого вскоре убивает Вурхиз. Маньяк преследует её и её друга Шона в закусочной и канализации, пока она не побеждает его, выплеснув ему в лицо отходы и оставив тонуть в коллекторе. В конце Ренни и Шон гуляют по Таймс-сквер.
В неканонической мини-серии комиксов Freddy vs. Jason vs. Ash: The Nightmare Warriors доктор Мэгги Берроуз и доктор Нил Гордон собирают группу поддержки из тех, кто пережил нападения как Джейсона, так и Фредди. Одной из первых в этой группе появилась Ренни, дар которой (разнообразные видения) был записан как «эмпатия». Вскоре на группу нападает Вурхиз и все вынуждены бежать в Капитолий в поисках Гордона Рассела. В конце концов раскрывается что настоящее имя доктора Берроуз — Кэтрин Крюгер и она дочь Фредди. Она убивает и Гордона Рассела, и доктора Гордона, и Ренни, после чего воссоединяется с отцом.

### Роб Дайер
Роб Дайер (англ. Rob Dier) — один из персонажей фильма «Пятница, 13-е: Последняя глава». По сюжету он отправился к Хрустальному озеру, чтобы найти Джейсона и отомстить ему за смерть своей сестры, Сандры Дайер (погибла во втором фильме). По дороге он встречает Триш и Томми Джарвисов, которые отвозят его к себе домой. После того, как было найдено несколько трупов, Роб рассказывает о Джейсоне и своих намерениях. Когда все трое столкнулись с маньяком, парень жертвует собой, чтобы Триш и Томми могли сбежать.

### Робин (Новое начало)
Робин (англ. Robin) — персонаж «Нового начала», одна из трёх девушек социального лагеря «Сосновая роща», лучшая подруга Вайолет. Она скромная, немного индивидуальная, склонная к уединению, но при этом искренне заботится о благополучии других. Тем не менее, когда Джейк признаётся ей в любви, она рассмеялась, невольно ранив чувства парня. Позже она укрывает спящего Реджи одеялом и идёт наверх с мыслью, что она могла задеть самолюбие Джейка, и ложится спать, когда неожиданно обнаруживает его в своей постели мёртвого. В это время Рой Бёрнс хватает её и протыкает её со спины мачете. Её труп позднее находит Реджи. В роли Робин снялась актриса Джульет Камминс

### Робин (Новая Кровь)
Робин (англ. Robin) — персонаж «Новой крови», одна из тех, кто запланировал вечеринку для Майкла. Она близкая подруга Мэдди, как и она, влюблена в Дэвида. На протяжении всего фильма она проводит время с ним, пьёт, курит, танцует вместе с ним. Позже они занимаются сексом, не подозревая, что в дом проник Джейсон. После Дэвид уходит, чтобы найти что-нибудь поесть, и не возвращается, и Робин идёт искать его. Сначала в спальне Дэвида она находит кошку, потом — отрезанную голову Эдди, и, в конце концов натыкается на Джейсона, который, схватив её за шею, выкидывает девушку в окно.

### Рой Бёрнс
Рой Бёрнс (англ. Roy Burns) — персонаж «Нового начала», парамедик и истинный антагонист серии. Когда-то давно он бросил сына, Джоуи, который затем поселился в «Сосновой роще» и был убит неуравновешенным подростком по имени Виктор Фадден. Приехав на место происшествия и увидев своего сына мёртвым, Рой сходит с ума и становится одержим Джейсоном Вурхизом, постепенно превратившись в его подражателя. Он надевает хоккейную маску (в отличие от маски Джейсона на ней две синие отметины, а не три красные) и начинает убивать всех в окрестностях «Сосновой рощи».
Литературная адаптация «Нового начала» раскрывает, что, возможно, Рой совершал убийства под влиянием души Джейсона. Кроме того, в ней есть расхождения с фильмом — в книге Рой был одним из тех, кто перевёз Томми Джарвиса в «Сосновую рощу», в фильме он появился гораздо позже — в сцене, где парамедики забирают тело Джоуи.

### Роуэн ЛаФонтейн
Роуэн ЛаФонтейн (англ. Rowan LaFontaine) — персонаж фильма «Джейсон X», где её роль сыграла Лекса Дойг. Руководитель экспериментов над Джейсоном Вурхизом. Она пыталась несколько раз убить его навсегда, но в конце концов решила заморозить его. В самый ответственный момент Джейсон вырывается и тяжело ранит её в живот, из-за чего она входит в состояние криогенного сна вместе с ним. Её размораживают в 2455 году на космическом корабле «Грендель», после чего она лежит в лазарете и борется за свою жизнь, пока оживший Джейсон истребляет экипаж корабля. В конце концов в живых остаются только сама Роуэн, студент Тсунэрон и девушка-андроид Кей-Эм 14. Они воспользовались спасательной капсулой, а Вурхиз сгорает при входе в атмосферу.

## С

### Саммер Стоун
Саммер Стоун (англ. Summer Stone) — персонаж романа Friday the 13th: Road Trip, чирлидер из старшей школы Карвилл. Она, другие чирлидеры, футбольная команда «Шершни», их тренер и талисман ехали с очередного сатча по американскому футболу и попали в аварию недалеко от Хрустального озера. Пока тренер ищет помощь, Саммер и несколько её друзей углубились в лес, где они набрели на развалины лагеря на Хрустальном озере. Там на них нападает Тедди (талисман команды), который надел маску Джейсона и стал одержим его духом. Убегая от него сосвоим парнем Сликом и линейным игроком футбольной команды Рассом Джонсоном, Саммер попадает в засаду Тедди: она и Расс теряют сознание, а на Слика нападают летучие мыши, которые поедают его. Тедди забирает девушку с собой, так как он планирует поместить её сердце на демонический алтарь, расположенный в пещере. Тем не менее Расс находит обезумевшего талисмана и спасает Саммер, после чего оба они силой срывают маску вместе с лицом Тедди. После они возвращаются к дороге, где находят помощь.

### Салли Томас
Салли Томас (англ. Sally Thomas) — персонаж комиксов издательства Wildstorm Friday the 13th, девушка, страдающая от нескольких психических заболеваний, в том числе от маниакально-депрессивного психоза. О прошлом Салли практически ничего неизвестно, кроме того, что несколько лет назад она попала со своим парнем в автокатастрофу, в результате которой он погиб.
Первое появление Салли происходит когда она — голая, израненная и грязная — убегает от Джейсона. Добравшись до дороги, она падает в изнеможении. В таком состоянии её подбирает пожилая пара, которая, увидев, в каком девушка состоянии, решает отвезти её в местную больницу. Когда они уезжали, Салли видела как Джейсон стоял у обочины и наблюдал за ней. В больнице у девушки начинаются симптомы ПТСР и она начинает себя вести, как безумная. Местный шериф, Уилсон, пытается выяснить, что с ней произошло, но как только он начинает говорить, Салли впадает в полу-бессознательное состояние, во время которого её обуревают воспоминания.
За две недели до этого Салли Томас и нескольких её друзей — Алишу, Нейта, Джерри, Брайана, Сашу, Рико и Брайана — нанял новый владелец лагеря на Хрустальном озере, Тревор Гейнс, чтобы сделать ещё одну попытку восстановить его. Рабочие должны в течение двух недель проживать в лагере под присмотром Майка Бёрнса, который практически с первого взгляда влюбился в Салли. Вскоре после приезда Салли идёт плавать и чуть не тонет, когда руки тысяч призрачных детей хватают её за ноги и тянут на дно. Майк спасает девушку, делает ей искусственное дыхание, но Салли, очнувшись, думает, что зацепилась за корягу.
Через некоторое время Джейсон начинает новую бойню. Майк и Салли отправляются на поиски пропавших (по их мнению) Нейта и Джерри, но у их машины спускает шину. На глазах у Салли Джейсон убивает Майка, который попытался заменить колесо. Она бежит в лагерь и рассказывает всем, что случилось. В то время, как другие решили забаррикадироваться, Салли направляется в свою комнату, чтобы принять лекарство, но находит свои таблетки в унитазе. Когда она пытается их достать, на неё нападает Джейсон и она избивает его крышкой от унитаза и тут же пожалела об этом — как оказалось, у неё начались галлюцинации и за маньяка она приняла своего друга Брайана. В панике она раздевается и пытается выстирать одежду от крови, но через минуту падает в обморок прямо на лежащий рядом труп. В таком состоянии её находит настоящий Вурхиз и забирает её и тело в свою хижину. Очнувшись девушка видит тела Брайана и Саши и сбегает, найдя по пути трупы Райана и Тревора. Алиша и Рико живы и убегают прочь от Джейсона, который передаёт Салли мачете, чтобы она убила их. Тем не менее девушка атакует его самого и убегает, после чего маньяк сам убивает Алишу и Рико.
На этом воспоминания заканчиваются, и шериф Уилсон высказывает предположение, что это девушка убила всех своих друзей и нанимателей, а не какой-то мифический зомби-убийца. Салли приходит в себя как раз в тот момент, когда шериф заканчивает свою браваду на тему того, что никто не избежит справедливого наказания. В ту же секунду в палату врывается Джейсон, который прорубил себе путь сквозь практически весь больничный персонал. Салли убегает, а когда Джейсон её ловит, начинает вырваться, отбиваться и кричать. Спустя шесть недель после этого в хижине Джейсона можно заметить её почти разложившийся труп.

### Сандра Дайер
Сандра Дайер (англ. Sandra Dier) — персонаж второй части франшизы, девушка Джеффа. Вместе со своим парнем и несколькими друзьями она летом 1984 года приезжает в лагерь на Хрустальном озере. В одной из сцен она уединяется с Джеффом и занимается с ним сексом. В это время в комнату к ним входит Джейсон Вурхиз и, прежде чем она сможет закричать, пронзает обоих копьём, с которым ранее игрался Тед. Через некоторое время в окрестностях Хрустального озера появляется её брат, Роб Дайер, который желает отомстить за её смерть.

### Сандра
Сандра (англ. Sandra) — персонаж «Новой крови», девушка Расселла, чей дядя владеет домом, в котором они организуют вечеринку-сюрприз для Майкла. Когда вся подготовка пошла насмарку из-за того, что Майкл не появился (а точнее умер), она идёт к озеру, снимает с себя всю одежду и идёт плавать нагишом. Она пытается завлечь и Расселла, но видит, что он уже убит Джейсоном, и кричит. Джейсон замечает её, заходит в озеро и топит, затянув девушку на дно.

### Сара
Сара (англ. Sarah) — персонаж четвёртого фильма, одна из тех, кто поселился рядом с Джарвисами, девушка Дуга. В одной из сцен она занимается с Дугом сексом в душе, после она уходит, так как ей надо высушить волосы. Из-за шума фена она не слышит, как убили её парня, но позже она находит его труп и в панике убегает. Во время её бегства Джейсон кидает в неё топор, который и убивает её.

### Стефани Кимбл
Стефани Кимбл (англ. Stephanie Kimble) — персонаж «Последней пятницы» и мини-серии комиксов Freddy vs. Jason vs. Ash: The Nightmare Warriors. Дочь Джессики Кимбл и Стивена Фримена, внучка Дианы Кимбл, внучатая племянница Джейсона Вурхиза и правнучка Элая Вурхиза. В фильме она ещё младенец и Джейсон собирается использовать её тело, чтобы возродиться.
В мини-серии комиксов появляется Стефани-подросток. Её мать, Джессика, умерла несколькими годами ранее, а самой Стефани нужна психиатрическая помощь, хотя все попытки её оказать были безуспешны. В конце концов. это приводит девочку в группу тех, кто пережил встречу с Джейсоном Вурхизом и Фредди Крюгером, но на первом же собрании на всех нападает Джейсон. Стефани оказывается беспомощной, когда на её глазах Вурхиз убивает Стивена, но вскоре начинает понимать, что, как и Джейсону, ей предназначено судьбой стать убийцей. Она надевает маску, похожую на таковую у её двоюродного деда, вступает с ним в бой, ослабив маньяка достаточно, чтобы Томми Джарвис мог убить его.

### Стив Кристи
Стив Кристи (англ. Steve Christy) — персонаж самого первого фильма, выходец из богатой семьи, нанявший вожатых для восстановления лагеря на Хрустальном озере. У него есть романтические отношения с Элис Харди, которая находится среди нанятых им вожатых, но, как раскрывается в романе-адаптации фильма, на тот момент у них разлад в отношениях, поскольку у Элис роман с другим мужчиной. В определённый момент он покидает лагерь, уехав за продовольствием, но вскоре объявляется штормовое предупреждение и он вынужден возвращаться поздно вечером. Его машина — тот же внедорожник, на котором ехал убийца Энни Филлипс в начале фильма — застряла, и Стива взялся подвезти помощник шерифа. Однако некоторую часть пути ему придётся проделать пешком, поскольку помощника вызвали в другое место. Когда он появляется в лагере, к нему подходит кто-то с фонарём, Стив узнаёт его, но тут же получает ножом в живот. Позже Элис находит его труп, упавший с дерева — в районе груди можно заметить глубоко вонзённый нож.

### Стивен Фримен
Стивен Фримен (англ. Steven Freeman) впервые появляется в фильме «Последняя пятница: Джейсон отправляется в Ад», где его роль исполнил Джон Д. ЛеМэй. В фильме он бывший парень Джессики Кимбл и отец её дочери, Стефани. Когда Джейсон убил мать Джессики, Диану, подозрение пало на Стивена, и его отправили в тюрьму, где он встретил охотника за головами Крейтона Дюка. От него парень получает информацию о том, что нужно маньяку от Джессики (заплатив за неё вывихнутыми пальцами руки), после чего сбегает. Он пытается предупредить свою бывшую девушку, что она и Стефани последние родственницы Джейсона Вурхиза, поэтому он будет искать их, но она не верит ни единому его слову. Когда на них нападёт нынешний парень Джессики, журналист Роберт Кэмпбелл, и пытается их убить, Стивен спасает девушку, расстреляв тело Роберта. Вместе они едут в дом Вурхиза, так как там их ждёт Крейтон, выбравшийся из заключения во время суматохи и похитивший их дочь. Вскоре появляется Джейсон, который добрался до трупа Дианы и возродился в её теле. Стивен вступил с маньяком в рукопашный бой и отвлекал его до тех пор, пока Джессика не смогла вонзить в Вурхиза кинжал, отправив его в ад. После этих событий он мирится с Джессикой и они оба, вместе с дочерью, уходят в рассвет.
Стивен (названный Стефаном) возвращается в мини-серии комиксов Freddy vs. Jason vs. Ash: The Nightmare Warriors, во время событий которой он в одиночку воспитывает Стефани, так как Джессика (к тому времени уже его жена) умерла за несколько лет до того. Он потратил тысячи долларов на то, чтобы его дочери, которую мучают кошмары о Джейсоне Вурхизе, оказали всю психологическую помощь, в какой она нуждается. В конечном счёте это приводит его и Стефани в группу Мэгги Берроуз, состоящую из тех, кто пережил нападения Джейсона и Фредди Крюгера. В разгар первого же собрания в дом врывается Джейсон и убивает многих из собравшихся, в том числе и Стивена.
В книге Making Friday the 13th: The Legend of Camp Blood Стивен описан как «бездельник, который отказывается повзрослеть и принять на себя ответственность, но он в конце концов находит в себе храбрость, чтобы бороться с Джейсоном». Хоррор-веб-сайт Slasherama назвал персонаж «мужественным, если не безумным» и «одним из самых изворотливых героев „Пятницы“». Первоначально планировалось, что Стивена сыграет Блэр Андервуд, но актёр отказался по «личным соображениям». Making Friday the 13th подняла вопрос о «мощном афроамериканском влиянии» и приходит к выводу, что он является спорным, так как Джейсон является «хорошо сбалансированной машиной смерти». В результате роль досталась ЛеМэю, который был в основном составе сериала «Пятница, 13-е». Первоначально актёр сомневался, стоит ли ему возвращаться во франшизу, так как он покинул сериал именно потому, что не хотел, чтобы его приглашали на однотипные роли. Согласно его словам «трудно представить себе, оглянувшись назад, хорошо это или плохо», но в итоге ЛеМэй принял решение сыграть Стивена, так как это был «один из героев, который, кстати, мне понравился, а также мне понравился взгляд New Line Cinema на франшизу, который уводит совсем в другом направлении, нежели сериал». Также актёр признался: «Я в то время был совсем на мели. Это роль была для меня спасением. Мне она нужна была, чтобы заплатить аренду!». Также он отметил: «У меня был срыв на съёмках „Джейсон отправляется в Ад“. Это было чей-то злой шуткой, чтобы я в три утра с боролся с Джейсоном, пытаясь убить его лопатой или другим инвентарём (смеётся). Как будто это что-то даст!».

### Сьюзи Дональдсон
Сьюзи (англ. Suzie Donaldson, Suzie) — персонаж фильма «Джейсон штурмует Манхэттен», девушка Джима Миллера. На борту его яхты они уединились, чтобы заняться сексом. Джим рассказывает ей историю Джейсона, после чего пугает, надев хоккейную маску и взяв в руки бутафорский нож. Они целуются, но тут появляется Вурхиз, который завладел маской и гарпуном Джима (старая маска Джейсона была разрушена в предыдущем фильме), и нападает на влюблённых. Сьюзи успевает выскочить в окно и спрятаться в трюме яхты, но маньяк находит её. Так как ей некуда бежать, она умоляет его не убивать её, после чего Джейсон медленно протыкает её стрелой от гарпуна.

### Сэм
Сэм (англ. Sam) — персонаж «Последней главы», одна из тех. кто снял дом по соседству с Джарвисами, девушка Пола. Когда её парень начинает проводить время с Тиной, одной из близняшек, которых они встретили по пути на озеро, она вспылила и ушла, чтобы поплавать нагишом. Она проплыла некоторое расстояние и забралась на надувной плот, после чего из-под воды вынырнул Джейсон и проткнул её мачете через дно плота. Практически через несколько секунд появился Пол, который пришёл извиниться перед ней, и, когда подплыл поближе, нашёл её труп.

## Т

### Тамара Мэйсон
Тамара Мэйсон (англ. Tamara Mason) — персонаж восьмого фильма, циничная и эгоистичная девушка, которая большую часть времени проводит со своей подругой, Евой Ватанабе. Она находится среди выпускников школы Лэйквью, но, несмотря на это, не является выпускницей, так как не сдала биологию, поэтому мистер МакКаллок требует с неё реферат. Ситуация усугубляется, когда племянница учителя, Ренни, находит Тамару и Еву на нижней палубе, когда подруги принимали кокаин. Едва они успели закончить, появляется мистер МакКаллок, и девушки решают, что Ренни донесла на них. Тамара подстраивает так, будто она, не заметив Ренни, сталкивает её за борт. Чуть позже она зовёт учителя к себе в каюту, якобы передать реферат, но в итоге заманивает его в ловушку: она раздевается до нижнего белья (по всему телу видны наспех сделанные рисунки с любовным содержанием) и подстраивает всё так, словно он домогается её, а парень по имени Уэйн заснял это на камеру. В результате она получает высокий балл по биологии и становится выпускницей. После этого инцидента она идёт в душ, чтобы смыть с себя рисунки, появляется Джейсон, который хватает девушку за волосы и с силой ударяет о зеркало. Тамара остаётся в живых и рыдает, сожалея о разбитом зеркале. Тогда маньяк берёт крупный осколок и убивает её им. Вскоре после объявления чрезвычайной ситуации на корабле — из-за гибели капитана и команды от рук Джейсона — Ева Ватанабе разыскивает свою подругу и находит её всё ещё лежащей в душе. Роль Тамары исполнила Шарлин Мартин.

### Тед
Тед (англ. Ted) — персонаж второго фильма, лучший друг Джеффа и Сандры. Он помогает Полу рассказать историю о Джейсоне, изобразив маньяка при помощи маски и копья. По иронии, именно его копьё Вурхиз использовал, чтобы убить Джеффа и Сандру. Позже вместе с Джинни и Полом уезжает в город, где сильно напивается и не может вернуться в лагерь. По стечению обстоятельств, это спасло его от смерти.

### Тед «Медвежонок Тедди»
Тед (англ. Ted), также известный как Медвежонок Тедди (англ. Teddy Bear) — персонаж «Последней главы», лучший друг Джимми. Он типичный всезнайка, с ним Джимми советуется по поводу своих неудач на личном фронте. Давая совет Тед вводит информацию в свой воображаемый компьютер, выдавая, что его друг является «отстоем», намекая на его мужскую несостоятельность (англ. deadfuck, рус. отстой, букв. «дохлый член, импотент»). После того как друзья встретили сестёр-близняшек Тину и Терри, он использует игрушечного медведя, говоря им «хотите подарить „медвежонку Тедди“ поцелуй?». Обе сестры его отвергают и Тед садится за просмотр немого кино эротического содержания. Чуть позже к нему спускается Джимми, который переспал с Тиной и в доказательство этого принёс трусики девушки. Позже Джимми уходит, а Тед продолжает смотреть кино, но кто-то перерезает плёнку, а потом убивает парня сквозь белый экран.

### Тедди Бэйтмен
Тедди «Баззи» Бэйтмен (англ. Teddy "Buzzy" Bateman) — главный антагонист романа Friday the 13th: Road Trip, ученик старшей школы Карвилл, талисман «Шмелей» (местной команды по американскому футболу). После того, как его мать умерла от рака лёгких, Тедди воспитывал отец, работающий бухгалтером. Когда он с футболистами и чирлидерами ехал с очередного матча, у их автобуса спустило колесо. Тренер ушёл за помощью, а группа футболистов и чирлидеров, в том числе и Саммер Стоун, ушли в лес, он пытается самостоятельно заменить колесо, но делает только хуже — автобус съезжает с дороги и врезается в дерево. Возде этого дерева Тедди находит маску Джейсона Вурхиза, надев которую, становится одержим убийствами. Убив несколько футболистов и чирлидеров, он находит Саммер Стоун, сердце которой планирует возложить на демонический алтарь. Однако на него нападает Расс, которого он некоторое время назад отправил в нокаут. Расс и Саммер убивают Тедди, содрав с него маску вместе с лицом.

### Тилламуки
Тилламуки (англ. Tillamook) — вымершее племя американских индейцев, чьи поселения располагались на берегу Хрустального озера. Впервые появляются в серии комиксов Friday the 13th, где представители этого племени являются персонажами одного огромного флэшбека. По сюжету в XIX веке это племя исчезло в результате конфликта с охотниками. Охотники знали о том, что тилламукам даёт силу сражаться местный шаман и они решают похитить его, убив каждого, кто встанет у них на пути. Однако прежде, чем они смогут сбежать с шаманом, их окружают, и охотники пытаются заставить пленника отозвать его воинов. Шаман отказывается и ему перерезают горло. Умирая, он подползает к озеру и «кажущийся бесконечным поток крови взял Хрустальное озеро в кольцо шириной четверть мили». Впоследствии, в течение многих лет духи погибших индейцев-тилламуков, тесно связанные с Хрустальным озером и его окрестностями, искали подходящий «сосуд» для своей ненависти, убивая всех, кто появляется около Хрустального озера и близлежащих лесах. В итоге тилламуки посчитали достойным для этой миссии тело Джейсона Вурхиза, который убивает всех, кто зайдёт на территорию, на которой раньше располагалось поселение индейцев.
В мини-серии комиксов Friday the 13th: Bad Land одна из историй посвящена прошедшим событиям и описывает семью тилламуков, в хижину которой во время снежной бури проникло трое охотников на пушных зверей. Двое из них скоро срываются и насилуют женщину, несмотря на предупреждения их третьего товарища. Впоследствии женщина достаёт погремушку для ребёнка и один из насильников убивает и женщину, и ребёнка. Вскоре появляется отец семейства, который всё это время был на рыбалке и пытается отомстить за погибшую семью, но ему выстреливают в лицо. будучи раненным он сбегает и охотники посчитали, что он умрёт. Тем не менее, позже он нападает на одного из них, насадив на сук дерева, а затем нападает на другого в своей хижине. Третьего охотника он догоняет и, после того, как тот извинился, убивает, разбив голову камнем. В конце концов тилламук хоронит тела своей семьи в озере, после чего топит себя.

### Тина и Терри
Тина и Терри (англ. Tina & Terri) — персонажи «Последней главы», сёстры-близняшки, роль которых сыграли Камилла Мур и Кэрри Мур. Они живут в окрестностях Хрустального озера, любят прогулки на велосипедах. Во время одной из таких прогулок они встречают компанию подростков, которая сняла дом недалеко от Джарвисов. Весь день они проводят с новыми друзьями, после чего отправляются к ним домой на вечеринку, не подозревая, что неподалёку скрывается Джейсон Вурхиз. Через некоторое время Тина уходит с Джимми, чтобы заняться с ним сексом, а Терри — домой. Когда последняя готовит велосипед, сзади подходит Вурхиз и пронзает её мачете. Тем временем Тина просыпается и, не найдя Джимми, смотрит в окно и замечает велосипед сестры. Через секунду в окно прорывается маньяк, хватает девушку и кидает её со второго этажа на припаркованную машину. Позднее Триш находит её труп.

### Тина Шепард
Тина Шепард (англ. Tina Shepard) — персонаж фильма «Новая кровь», девушка, обладающая набором экстрасенсорных способностей, в том числе телекинезом, пирокинезом, предвидением и экстрасенсорным восприятием. При этом её способности тем выше, чем сильнее её эмоции. В детстве она жила с родителями около Хрустального озера, и когда отец и мать поссорились, она испугалась и силой мысли развали пирс, на котором стоял отец, тем самым убив его. Спустя годы за Тиной присматривает доктор Крюз, который скрывает тот факт, что способности девушки интересуют его намного больше, чем её психическая травма. Доктор, Тина и её мать возвращаются в свой старый дом у Хрустального озера, чтобы девушка могла встретиться со своими страхами. В порыве эмоций она пытается возродить своего отца, но вместо этого освобождает Джейсона из его водяной тюрьмы. Незадолго до этого, девушка встречает Ника, который вместе с друзьями устраивает в соседнем доме вечеринку-сюрприз для его кузена Майкла. Когда именинник не явился, Тина случайно активирует экстрасенсорное видение, в котором нечто убивает какого-то парня (в тот момент девушка не подозревает, что это Майкл) ножом в спину. Также у девушки возникает конфликт с Мелиссой, эгоистичной девушкой, которая видит в Тине соперницу и готова на всё, чтобы заполучить Ника. Когда Джейсон убивает почти всех, в том числе мать Тины и доктора Крюза, девушка вынуждена использовать свои возможности, чтобы победить маньяка. Также ей всё же удаётся воскресить своего отца, который утаскивает Вурхиза обратно в его водяную тюрьму.
О дальнейшей судьбе Тины упоминается в романе Friday the 13th: Hate-Kill-Repeat, события которого имеют место после событий «Новой крови». В произведении раскрывается, что её и Ника арестовали по обвинению в убийстве Майкла и его друзей, так как в способности девушки и существование Джейсона было трудно поверить. Их освободили, когда было точно доказано, что маньяк — реально существующий убийца. В мини-серии комиксов Freddy vs. Jason vs. Ash: The Nightmare Warriors Тина стала одной из первых, кто вступил в группу выживших после нападения Джейсона Вурхиза и Фредди Крюгера.
Первоначально седьмой частью должен был стать «Фредди против Джейсона», но, после того, как переговоры по поводу объединения двух этих культовых злодеев, провалились, было решено снять фильм, воплощающий идею «Джейсон против Кэрри», где Тина должна заменить персонажа романа Стивена Кинга Кэрри Уайт. Сценарист Дэрил Хэйни в итоге представил концепцию персонажа, который обладает телекинетическими способностями и создаёт совсем иное видение героини, которая к финалу фильма должна остаться в живых. Тем не менее режиссёр отметил нечто общее между Тиной и Элис Джонсон, героиней четвёртой части киносериала о Фредди Крюгере: «В обоих фильмах героини обладают некими способностями и в обоих — они применяют их, чтобы победить монстра. Тина к концу фильма обретает полный контроль над своими способностями и с их помощью она сражается с Джейсоном, то есть делает то, что в той или иной степени происходит в „Повелителе сна“». Бюхлер был разочарован тем, что он не смог исследовать возможности героине в полной мере: «Я действительно хотел получше использовать экстрасенсорное восприятие, сделать так, чтобы Тина начала видеть ирреальные кошмары, так как я собрал достаточно материала о сверхъестественном и о возможностях экстрасенсов. Создателям эта идея не понравилась». Одна из идей Бюхлера заключалось в том, что в сцене, где Тина видит, как Джейсон убивает её мать, мать должна держать в руках голову Памелы Вурхиз, кричащую «Помогите, помогите!», но Барбара Сакс запретила это использовать, так как «это уж слишком». Композитор Фред Моллин написал специальную тему для главной героине, так как «она экстрасенс, а значит создаёт такую ауру, какой не создаст никакой другой персонаж „Пятницы“». Создатели мини-серии комиксов Freddy vs. Jason vs. Ash: The Nightmare Warriors посчитали логичным, что доктор Нил Гордон из «Кошмара на улице Вязов 3» заменит доктора Крюза.
Исполнительница роли Тины Шепард, актриса Лар Парк Линкольн, была заинтригована своим персонажем и его возможностями: «Это очень сложная история и она позволит мне сыграть кого-то кроме как проститутку или наркоманку. Безусловно, я сказала „да“». Линкольн на то время уже была поклонницей киносериала о Джейсоне Вурхизе и гордилась тем, что посмотрела каждый из фильмов. По её словам «Никто никогда не собирался при помощи этих фильмов менять мир. Это не попытка заявить о себе и не претензия на высокое искусство. Эти фильмы сняты для развлечения». Серьёзно относясь к уровню создания фильмов, актриса занималась с настоящими экстрасенсами. «Я знала, насколько важными для концепции персонажа являются телекинетические способности, поэтому я встретилась с настоящими экстрасенсами, чтобы побольше узнать о них и способах, какими они объясняют свои видения: одно дело получить видение, а другое — объяснить его». линкольн призналась, что не может сказать наверняка, были ли у тех, с кем она встречалась, настоящие экстрасенсорные способности, но тем не менее отметила, что это был интересный опыт. Другой стороной Тины, которой занялась актриса, стала вина за смерть отца: «Эта вино усугубляется со временем, с каждым убитым человеком и с гибелью её матери, и это — действительно её ошибка, так как это она освободила Джейсона».

### Томми Джарвис
Томми Джарвис (англ. Tommy Jarvis) один из самых часто встречающихся персонажей франшизы, заклятый враг Джейсона. Персонаж появился в трёх фильмах, в каждом из которых его сыграл другой актёр. Впервые Томми появляется ещё мальчишкой (его сыграл Кори Фельдман) в «Последней главе», в которой показано, что одно из его увлечений — создание (весьма умелое, как признают другие персонажи) масок в виде лиц различных монстров. После того, как Вурхиз приходит убить его и его сестру, Триш, он бреет голову, делая себя максимально похожим на маленького Джейсона, чем отвлекает маньяка, после чего нападает на него с мачете. Понимая, что Вурхиз выжил после удара, он начинает рубить его, не имея возможности остановиться. В конце концов, в больнице, где он после всего случившегося обнимает сестру на его лице заметна безучастность. В «Новом начале» появляется повзрослевший Томми (его сыграл Джон Шеферд), который пять последних лет провёл в лечебнице для душевнобольных, а теперь направлен в социальный лагерь «Сосновая роща» (англ. Pinehirst), где и проживает с другими детьми и подростками, оставшимися без опеки. Когда на лагерь нападает подражатель Джейсона Вурхиза, Рой Бёрнс, его душевное состояние вновь ухудшается — он начинает слышать голоса и видеть галлюцинации о Джейсоне. Позже парень вынужден убить Бёрнса в целях самообороны, это, похоже, вытолкнуло его за грань — увидев кошмар о том, как он с жуткой улыбкой убивает другую выжившую, женщину по имени Пэм, он срывается и начинает вести себя, словно он и есть подражатель, нападая на Пэм с ножом. В начале этого фильма появляется также Кори Фельдман, который вновь сыграл маленького Томми, на этот раз в сцене кошмара взрослого Джарвиса.
В фильме «Джейсон жив» Томми (Том Мэтьюз), вполне здоровый, желает покончить с прошлым, кремируя тело Джейсона (несмотря на утверждения мэра в предыдущей части, его просто похоронили, а не сожгли). Выкопав тело, парень выламывает из забора прут и несколько раз пронзает тело — к сожалению, это привлекло молнию (дело было в грозу) и маньяк оживает, обретя несколько сверхъестественных способностей. Осознав, что он натворил, Томми стремится предупредить власти о том, что Вурхиз жив и снова возвратился в лагерь на Хрустальном озере (ныне переименованный в «Форест Грин»). Ему никто не верит, а после того, как начали находить трупы, его арестовали, обвинив в том, что это Томми убил всех дабы убедить всех в том, что Джейсон ожил. В конце концов, Джарвис объединяется с Меган, дочерью шерифа и вожатой в «Форест Грине». Изучив некоторые книги, он решает утопить Вурхиза в озере и это ему удаётся — он приковал маньяка ко дну озера. При этом он чуть не гибнет сам, но его спасает Меган, вытащив его на берег и сделав искусственное дыхание. Очнувшись, Томми говорит: «Всё кончено… Джейсон дома».
В литературной адаптации «Джейсон жив» раскрывается почему в одноимённом фильме он вполне здоров — Пэм выжила после атаки Томми, она привела его в чувство и помогла выздороветь. В романе Friday the 13th: Carnival of Maniacs раскрывается, что Томми стал писателем, он выпустил несколько книг о Джейсоне Вурхизе, в том числе книгу «Моя жизнь в Аду: Один человек против Джейсона Вурхиза», которую главная героиня романа назвала «плаксивым куском мусора». В псевдодокументальном фильме The Crystal Lake Massacres Revisited (включён в DVD-издание 2009 года) раскрывается, что местные считают ответственным за резню в «Форест Грине» именно Томми. Также в фильме говорится, что Томми действительно побывал в психлечебнице и был отправлен в «Сосновую рощу» из-за того, что больницы переполнены. В мини-серии комиксов  Freddy vs. Jason vs. Ash: Nightmare Warriors, когда Джейсон нападает на группу выживших после столкновения с ним и Фредди Крюгером, он вступает с Вурхизом в бой и обезглавливает его. После того, как и Фредди тоже был побеждён, Эш Уильямс назначает Джарвиса главой «Воинов кошмара» (англ. Nightmare Warriors).
По первоначальной задумке сценариста Джозефа Зито Томми Джарвис действительно должен был стать подражателем Джейсона после событий «Последней главы». Финал «Нового начала» частично реализует эту идею, но в силу отрицательной реакции на фильм, идею не реализовали до конца. Также персонаж Томми мог появиться в ремейке, но из-за того, что создатели хотели ввести свою мифологию, это решение было отклонено.
Компания Mezco Toyz в рамках своей линии игрушек по-мотивам киносериала выпустила фигурку, изображающую Томми и Джейсона, сцепившихся под водой (финал фильма «Джейсон жив»).

### Трей Леблан
Трей Леблан (англ. Trey Leblanc) — персонаж романа Friday the 13th: Hell Lake, ученик университета, находящегося недалеко от лагеря «Форест Грин». Когда Джейсон и другие души сбегают из Ада, на территории кампуса происходит несколько убийств, в них обвиняют Трея и его друзей. После того, как меры безопасности не помогают, Трей устраивает забастовку среди студентов. После столкновения с Джейсоном и несколькими преступниками, Леблан оказывается среди арестованных и отправлен в тюрьму, но маньяки продолжают преследовать его, напав на тюрьму. Во время хаоса трею удаётся сбежать и найти, при помощи своей девушки Шоны Блэк, свою подругу Грэтхен (которую, похоже направляет дух Памелы Вурхиз). Все трое присоединяются к группе беженцев, спасающихся от маньяков. После того, как Шона и ещё несколько беженцев убиты Вурхизом, Трей и Грэтхен направляются к Хрустальному озеру, чтобы призвать Джейсона туда. В конце концов, Леблан убивает и маньяка, и себя, прыгнув в воду, держав руках оголённые кабели.

### Трент Саттон
Трент Саттон (англ. Trent Sutton) — персонаж ремейка, его сыграл Трэвис Ван Винкл. Он пригласил несколько друзей на выходные в домик своих родителей на Хрустальном озере. Через некоторое время на пороге появляется Клэй Миллер, который разыскивает свою сестру, Уитни. Видя, что его девушка, Дженна, пригласила парня в дом, Трент конфликтует с Клэем и пытается прогнать его, так как не желает его видеть ни в доме, ни рядом с Дженной. Когда его девушка уехала, он, забыв о ней, заводит отношения с другой девушкой, Бри, и занимается с ней сексом. Сразу после этого возвращаются Дженна и Клэй и парень снова конфликтуе с ними, проявляя признаки ревности, несмотря на то, что только что изменил своей девушке. Позднее к дому Трента подъезжает полицейская машина и парень становится свидетелем того, как Джейсон убивает шерифа. Он пытается сбежать, останавливает грузовик старьёвщика, но Джейсон догоняет его и насаживает на прутья, торчащие в задней части грузовика.

### Триш Джарвис
Патрисия «Триш» Джарвис (англ. Patricia "Trish" Jarvis) — персонаж «Последней главы», её роль сыграла Кимберли Бек. она вместе с матерью и младшим братом, Томми, проживает в доме недалеко от Хрустального озера. Отправившись в город по делам она и Томми встречают Роба Дайера, утверждающего, что приехал охотиться на медведей, а на самом деле стремится отомстить Джейсону за убийство сестры, Сандры (погибла во второй части). Возвратившись домой, все трое вскоре обнаруживают. что Вурхиз убил всех подростков, снявших дом по соседству с Джарвисами. После гибели Роба и матери, Триш и Томми вынуждены бороться за свою жизнь. В последний раз она появилась в сцене в больнице, где её навестил Томми. В псевдодокументальном фильме The Crystal Lake Massacres Revisited раскрывается, что это она отдала Томми в больницу для душевнобольных, так как считала, что так для него будет лучше. Она некоторое время посещала его, но, когда прогресса в лечении не наблюдалось, посещения были запрещены.

## У

### Уитни Миллер
Уитни Миллер (англ. Whitney Miller) — главная героиня фильма 2009 года «Пятница, 13-е», которую сыграла Аманда Ригетти. Её мать умирает от рака, и девушка целыми днями заботится о ней. Позже Майк уговаривает Уитни поехать с ним и его друзьями на Хрустальное озеро, но там она подвергается нападению Джейсона Вурхиза. Из-за сходства с матерью маньяка, Памелой, она единственная из группы осталась в живых. В течение последующих недель она заперта в логове убийцы в туннелях под землёй, пока её не находят её брат, Клэй, и Дженна, его новая знакомая. Все трое пытаются выбраться на поверхность, но это удаётся только Уитни и Клэю, Дженна погибает от рук Джейсона. Позднее брат и сестра заманивают злодея в амбар, где, чтобы спасти Клэя, Уитни использует своё сходство с Памелой Вурхиз, чтобы запутать Джейсона. После этого Клэй убивает его, бросив на дробилку и вонзив в грудь мачете. Оба впоследствии сбрасывают тело маньяка в озеро, но тот вдруг оживает и хватает Уитни. Последующая судьба девушки неизвестна.

### Уолтер Хобб
Уолтер Хобб (англ. Walter Hobb) — персонаж романа Friday the 13th: Church of the Divine Psychopath, сотрудник секретной правительственной организации, известной как Агентство. После набега на лабораторию двое из его людей погибает, а сам Уолтер теряет глаз (его протыкает один из преступников, воспользовавшись шипованной гвоздями бейсбольной битой) и понижен в должности. Несмотря на то, что его жена требует вовсе оставить Агентство, Хобб остаётся верен своей работе и, в конце концов, добивается места в группе, которая должна найти и уничтожить Джейсона Вурхиза. Эта группа, отправившись в лагерь на Хрустальном озере, сталкивается не только с маньяком, но и с культом Министерства Небесных Дел, поклоняющимся Джейсону и защищающим его. В итоге, почти все члены группы, кроме Уолтера и Келли Миллз, и культисты погибли или от руки Джейсона, или от рук друг друга. В конце Хобб вооружается гранатомётами и взрывает Вурхиза несколькими выстрелами, после чего он и Келли покидают лагерь.

### Уэйн Рикардо Санчес
Уэйн Рикардо Санчез (англ. Wayne Ricardo Sanchez) — персонаж романа Friday the 13th: Hell Lake, основанный на реально существовавшем убийце Ричарде Рамиресе. Сатанист, серийный убийца и насильник (известный как «Дьяволёнок Дэйтоны-Бич»), Уэйн был пойман властями и толпой линчевателей, после чего казнён путём введения смертельной инъекции. Попав в Ад, он оказывается разочарован тем, что Сатана, вероятнее всего, не существует, но позже он находит там своего личного кумира, Джейсона Вурхиза. оказав маньяку поддержку и установив с ним ментальную связь, Уэйн вырывается из преисподней вместе с Джейсоном и множеством других душ. Оставив Вурхиза в окрестностях Хрустального озера, Санчес отправляется во Флориду, попутно совершая многочисленные грабежи, изнасилования и убийства. Добравшись до места назначения, Уэйн и его ученик, мальчик по имени Пол Кристос, сталкиваются с другим беглецом из Ада. В непродолжительной схватке «Дьяволёнок Дейтоны-Бич» потрошит противника, после чего делает то же самое с Полом. Продолжив саоё смертельное путешествие, он вновь сталкивается с толпой линчевателей во главе с тем же человеком, который возглавлял тех, кто помог схватить его. В итоге Уэйна растаптывает толпа разъярённых людей.

### Уэйн Уэббер
Уэйн Уэббер (англ. Wayne Webber) появляется в восьмом фильме. Он один из выпускников, которые отправились в Нью-Йорк на лайнере «Лазарь». Уэйн носит очки и волосы до плеч, практически не расстаётся с видеокамерой. Он лучший друг гитаристки Джей-Джей, часто записывает её выступления. Также он помог обеспечить Тамаре высокую оценку по биологии и место на судне, засняв сцену между Тамарой Мэйсон и мистером МакКалоком, которую можно истолковать в невыгодном для последнего свете. Позднее он находит тело Джей-Джей, а также случайно убивает другого студента, когда теряет свои очки и стреляет в кого-то, кого не может разглядеть. Уэйн приспосабливает свою камеру, чтобы лучше видеть, но на него нападает Джейсон и убивает, бросив на электрический щит. Произошедшее замыкание вызывает цепь неисправностей, в результате которых судно начинает тонуть.

## Ф

### Фредди Крюгер
Фредди Крюгер (англ. Freddy Krueger) — культовый злодей фильмов ужасов и главный антагонист серии фильмов «Кошмар на улице Вязов». Он появляется в нескольких кроссоверах, в том числе и фильме «Фредди против Джейсона», в котором роль злодея сыграл Роберт Инглунд. Кроме того, в «Последней пятнице» можно заметить его легко узнаваемый атрибут — перчатку с ножиками на конце. При помощи этой перчатки Фредди убивает детей в их снах, за то, что когда-то давно их родители заперли его в котельной и сожгли заживо (поэтому, как правило, Фредди предстаёт перед зрителями в сильно обожжённом виде). На момент событий фильма-кроссовера Фредди очень ослаб, так как никто из детей Спрингфилда уже не боится его. В результате Фредди решает заставить всех бояться снова, поэтому он предстаёт в снах Джейсона Вурхиза в облике его матери, Памелы, и просит его отправиться в Спрингфилд. План удался лишь наполовину: жителей города действительно обуял ужас, но Джейсон отказался прекращать убийства. Это привело к тому, что оба злодея сошлись в поединке сначала в мире снов, затем в окрестностях Хрустального озера. Итог этого сражения неоднозначен: Джейсон отрубил Крюгеру голову, но, судя по тому, что Фредди подмигивает зрителю, он ещё не проиграл.
Отсылки к Фредди Крюгеру можно найти в нескольких романах франшизы, в том числе в Jason X: Death Moon, Friday the 13th: Church of the Divine Psychopath и Friday the 13th: Carnival of Maniacs.
В мини-серии комиксов Freddy vs. Jason vs. Ash раскрывается, что после событий «Фредди против Джейсона» Крюгер заточён внутри сознания Вурхиза, где он за пять лет напряжённых поисков выхода находит информацию о Некрономиконе. Решив, что это единственный шанс на возрождение, Фредди принял облик Памелы и заставил Джейсона искать книгу, соврав, что она поможет маньяку стать «настоящим мальчиком». Джейсону Вурхизу это удаётся, и, когда он приносит отрезанную голову Крюгера к Некрономикону, тот читает строки и возрождается, став более сильным, чем когда-либо. В качестве награды он повышает интеллект Вурхиза. Тем не менее, Крюгер побеждён, когда Джейсон объединяет свои силы с Эшем, и отправлен в измерение дедайтов. В конце последнего выпуска раскрывается, что Некрономикон, обладающий собственным разумом, предвидел, что Фредди плохо закончит, поэтому и привёл Эша в окрестности Хрустального озера.

### Фри Джефферсон
Фри Джефферсон (англ. Free Jefferson) — персонаж романа Jason X: To The Third Power, сын Лондон Джефферсон и Джейсона Вурхиза (мать Фри была искусственно оплодотворена спермой маньяка во время событий романа Jason X: Planet of the Beast), специалист по кибернетике. Большую часть жизни он провёл вместе с матерью на одном из спутников Земли-2, принадлежащих одному из самых богатых людей Вселенной, Джейсону Мэнсфилду. Мэнсфилд когда-то спас мать Фри, а на данный момент является покровителем его самого, назначив руководителем проекта по созданию совершенного киборга и выделив для работы другой спутник Земли-2 — Элизиум. Вскоре Джефферсон заводит отношения с одной из своих коллег — Скай Феллоус, дочерью доктора Кастильо. Из её записей он узнаёт историю своего происхождения. Через некоторое время учёных захватывает группа беглых заключённых во главе с Джей-Джеем Гонзалесом. Они заручаются поддержкой последнего, но вскоре, конкурент Джей-Джея, Вайпер, поднимает бунт, в результате чего Фри, Скай и Джей-Джей вынуждены отправиться в тюрьму, где, используя транспортную систему, снова планируют сбежать. Однако им мешает клон Вурхиза, который убивает Джей-Джея, в результате чего Фри и Скай решают создать другого клона, чтобы он сражался с уже имеющимся. Клоны сражаются, второй побеждает и сразу нападает на Скай и убивает её. Фри удаётся выжить: он отправил Джейсона в открытый космос, а сам остался на Элизиуме в ожидании помощи.

## Х

### Хуан Хименес Гонзалес
Хуан Хименес Гонзалес, также известный как Джей-Джей (англ. Juan Jimenez Gonzales, JJ) — персонаж нескольких романов по мотивам десятого фильма. Известный своими теориями заговора, Джей-Джей нанимается в лагерь Moon Camp Americana, расположенный на луне Элизиума, чтобы следить за доктором Кастильо, которого винит в гибели своих родителей. Там он работает консультантом по техническим вопросом и постепенно раскрывает то, чем на самом деле занимается доктор. Попутно у него завязываются отношения с одной из девушек, которые присланы в лагерь на перевоспитание — Амандой Картрайт. Вскоре Джейсон Вурхиз, над которым экспериментировал Кастильо, сбежал из-под надзора и устроил очередную кровавую резню, но все попытки Джей-Джея остановить его были безуспешными. После того, как Джейсон был убит и снова восстановлен доктором Кастильо, Джей-Джей находит Аманду — девушку долгое время истязал один из учёных лагеря — и убивает мучителя. В конце концов, Гонзалес при помощи Аманды и двух андроидов, отправляет Джейсона в чёрную дыру, которая выплёвывает его на другой стороне спутника, возле самого города.
Так как Джей-Джей и Аманда слишком много знали, они некоторое время провели в тюрьме Элизиума. Там Гонзалес быстро становится лидером всех преступников и совершает побег вместе с ними. Вскоре он и Аманда встречают группу учёных, работающих над созданием киборга, от которых оба узнают о том, что на Элизиуме свирепствует Джейсон Вурхиз (или, по-крайней мере, его клон). После того, как преступник Вайпер, конкурирующий с парнем за лидерство, устроил бунт, в результате которого погибла Аманда, Джей-Джея вместе с тремя учёными арестовывают. Чтобы избежать заключения, он вместе с двумя учёными, Фри и Скай, намеревается использовать транспортную систему тюрьмы. Именно там все трое вновь сталкиваются с Джейсоном. Чтобы дать Фри и Скай шанс спастись, Джей-Джей жертвует собой, после чего маньяк разрубил его пополам в области талии.

## Ч

### Чарльз МакКалок
Чарльз МакКалок (англ. Charles McCulloch) — персонаж восьмого фильма, роль сыграл Питер Марк Ричман. Чарли — учитель биологии в школе Лэйквью, сопровождающий выпускников на лайнере «Лазарь», направляющемся в Нью-Йорк. К великому огорчению МакКалока его коллега, Колин ван Дюсен, занялась воспитанием племянницы учителя, девушки по имени Ренни, у которой аквафобия. В то же время самому Чарли приходится заниматься Тамарой Мэйсон, которой наплевать на свои оценки, а также на то, что она могла вовсе не получить аттестат и, тем более, не поехать в Нью-Йорк. Однако учитель попадает в щекотливое положение, которое может быть истолковано неправильно — Тамара заманила его в ловушку и при помощи Уэйна Уэббера засняла всё так, будто он домогается её. Позднее он игнорирует безумного матроса, который пытается предупредить о присутствии Джейсона Вурхиза на «Лазаре», а после считает безумца убийцей до тех пор, пока не находит его труп с пожарным топором в спине. Чарльз МакКалок был среди тех, кто спасся с корабля, когда тот затонул. Добравшись до Нью-Йорка, группа выживших встречает несколько панков, которые похищают Ренни, в результате чего Чарли вынужден обратиться в полицию и отделиться от остальных. После освобождения Ренни, группа вновь воссоединяется, но она слегка поредела — на заднем сидении обнаруживается отрубленная голова одного из выживших, Джулиуса Гоу. От руки Джейсона погибает полицейский, после чего Ренни садится за руль, но в попытке сдвинуться с места врезается в стену. Машина взрывается, в результате погибает Колин ван Дюсен. Когда Ренни увидела огонь, она вспомнила, что у неё развилась аквафобия после того, как Чарли пытался научить её плавать, затянув на самую глубину. После этого МакКалок остаётся один, его преследует Джейсон, который быстро оправился от взрыва автомобиля, после чего Чарли тонет в бочке с водой.

### Челси
Челси — персонаж фильма 2009 года «Пятница, 13-е», её сыграла актриса Уилла Форд. Она была одна из тех, кого Трент пригласил в дом своих родителей в окрестностях Хрустального озера. некоторое время она общается с друзьями, играет в игры, выпивает, но позже решает вместе с Ноланом прокатиться на лодке. Так как парень раздет до пояса, Челси возбуждается и прыгает в воду. Нолан пытается развернуть лодку, но его убивает Джейсон, и лодка, ускорив ход, ударяет Челси по голове. Не соображая от удара, Челси всё же замечает Джейсона, который прячется на берегу и спасается от него под досками причала. Первоначально это срабатывает, Джейсон уходит ии его шаги затихают, но после маньяк убивает девушку, пронзив её голову сверху, прямо сквозь причал. После того, как Джейсон вытянул свой мачете, её тело больше не было показано.
Имеется удалённая сцена, где Клэй и Дженна, убегая от Джейсона, спотыкаются об тело Челси, прибитое к берегу.
Сцена смерти персонажа имела несколько вариантов. Один из них рассматривал возможность того, что девушка не пряталась под причал, а уплывала от него, после чего слишком устав плыть, она в конце концов просто утонула бы. Однако позже сценаристы решили сделать смерть более быстрой и «интуитивной».

### Чуи
Чуи (англ. Chewie) — персонаж ремейка, его роль сыграл Аарон Ю. Его, в числе прочих, пригласил Трент, чтобы отдохнуть на Хрустальном озере. Чуи играет в различные игры, выпивает, но позже решает произвести впечатление на Бри. В результате парень обжог губу и сломал стул. Разозлённый Трент отсылает его в сарай за инструментами, но Чуи лентяйничает, играет со спортивным инвентарём, в больших количествах потребляет пиво из личных запасов отца Трента. В результате он сталкивается с Джейсоном и пытается защититься отвёрткой. Тем не менее маньяк отбирает инструмент и всаживает её поглубже в подбородок самого Чуи. Позже его тело, подвешенное к потолку, находит Лоуренс.

## Ш

### Шелли
Шелли (англ. Shelly) — персонаж «Пятницы, 13-е. Часть 3 в 3D». Грузный парень с пышной причёской в стиле афро, который стесняется своей внешности, поэтому постоянно подшучивает над окружающими. Он известен тем, что знаменитая маска Джейсона до некоторых пор принадлежала ему. Парень пытается завязать отношения с Верой, но та отказывает ему. Возмущённый тем, что она отвергла её, Шелли идёт в амбар Крис и надевает гидрокостюм и хоккейную маску с намерением напугать девушку. Вера действительно пугается, но после в ярости набрасывается на парня, называя его «сопляком», на что тот отвечает, что «лучше быть сопляком, чем ничтожеством». После ссоры Шелли направляется в амбар, где его убивает Джейсон, забрав хоккейную маску и гарпун.

## Э

### Эйбл
Эйбл (англ. Abel) появляется в третьей части франшизы. Подобно Психу Ральфу, убитому в предыдущем фильме, он объезжает окрестности Хрустального озера и предупреждает подростков о том, что «он» (то есть Джейсон) не желает, чтобы кто-либо заходил на территорию местного лагеря. В качестве доказательства он демонстрирует вырванный глаз, чем сильно пугает главных героев и те быстро уезжают. Впоследствии не появляется.

### Элай Вурхиз
Элай Вурхиз (или просто мистер Вурхиз, англ. Elias Voorhees, Mr. Voorhees) — муж Памелы Вурхиз, отец Джейсона Вурхиза и Дианы Кимбл, а также свёкор Джанет Джонсон.
О персонаже практически ничего неизвестно, на протяжении всей франшизы его личность является одной из тайн, которые окружают Джейсона. В связи с этим его образ стал предметом спекуляций среди поклонников, особенно после выхода фильме «Пятница, 13-е: Джейсон жив», в котором этот персонаж впервые появился. Несмотря на то, что большая часть сцен с его участием было вырезано при создании театральной версии (но все они сохранились в новелизации фильма), в пятой части киносериала рассказана практически вся информации о нём.
Согласно трактовке Тома МакЛолина рыжеволосый Элай представляется тихим и спокойным, но вто же время пугающим человеком. Смотритель могилы Джейсона даже боится касаться этого человека, когда берёт оплату за проделанную работу, а также отводит взгляд, чтобы ненароком не встретиться с ним глазами. Очень распространено мнение, что Элай в курсе, кем является его сын, поскольку он платил именно за похороны Джейсона и Памелы, а не за кремацию (как ему предлагали), которая, вероятно, прекратила бы цикл воскрешений Джейсона. Кроме того, в конце как фильма, так и романа ему известно, что тела Джейсона больше нет в могиле — в фильме он пристально вглядывается в камеру (сцена впоследствии удалена), в романе раскрывается, что он смотрит на озеро, в котором утопили труп его сына.
Также своего рода тайной для поклонников до сих остаётся причина того, что он оставил свою семью. Самую правдоподобную версию его мотивов выдвинул сценарист первого фильма, Виктор Миллер. Когда его спросили о личности Элая Вурхиза, он раскрыл, что у него никогда не было времени рассмотреть всю предысторию событий первой части, но признал, что у него была мысль касательно того, что, возможно, отец Джейсона попросту сбежал (по крайней мере, это может быть верным отчасти), заметив. насколько Памела одержима их сыном. Эта версия не объясняет было ли одной из причин уродство Джейсона, хотя Миллер упоминал о том, что первоначально Джейсон Вурхиз не должен был так выглядеть. Кроме того, так как дальше набросков идеи дело не зашло, мотивы Элая до сих пор остаются нераскрытыми.
Поскольку информация об Элае фактически была вырезана из каждого фильма, судить о её достоверности практически невозможно. Единственное каноничное упоминание — в фильме «Последняя пятница. Джейсон отправляется в ад», в котором было раскрыто его имя, но не более. В предварительном сценарии этого же фильма, написанном Дином Лори, появляется и сам Элай, но не как отец, а как брат Джейсона Вурхиза. В фильме он должен был стать главным антагонистом и представлять собой «более тёмную и злобную версию Джейсона».
В мини-серии комиксов Jason vs. Leatherface (издательство Topps Comics) отец Джейсона (ни разу не названный по имени и появляющийся только в воспоминаниях Вурхиза) показан типичным «белым подонком», постоянно избивающим своего сына и называющим его уродом/монстром. Впоследствии его жена, Дорис (так назвали Памелу в комиксах), обезглавила его при помощи мачете, когда он в очередной раз попытался избить Джейсона
.
В романе Jason X: Death Moon раскрывается, что Элай был не просто человеком, а потомком Джебедайи Вурхиза, колдуна из Салема и бывшего владельца Некрономикона. Джебедайю сожгли живьём в его же доме, после того как на праздник Самайна (впоследствии ставший известный как Хеллоуин) его обвинили в исчезновении маленьких девочек. Впоследствии Некрономикон попал в руки Элая, совершившего безуспешную попытку тоже стать колдуном, призвав демона, который впоследствии и овладел Джейсоном. Данная история является сомнительной, поскольку персонаж, поведавший историю, признал, что «это одна из возможных версий произошедшего».
Версию персонажа, очень похожую на версию из Jason vs. Leatherface, можно заметить в мини-серии комиксов из двух выпусков Friday the 13th: Pamela’s Tale (издательства Wildstorm). Здесь он описывается как шахтёр, он унижает и избивает свою жену, Памелу. После очередных побоев (и возможно изнасилования) Памела взяла топор и нанесла несколько ударов по телу мужа, после чего, впав в безумие, изрубила его в куски. Впоследствии она утопила части тела мужа в Хрустальном озере, а трейлер, в котором они оба жили, взорвала при помощи канистр с бензином.

### Элис Джейн Уитни
Элис Джейн Уитни (англ. Alice Jane Witney) — персонаж романа  Friday the 13th: Carnival of Maniacs, дочь Джорджа Артура Уитни, владельца «Карнавала ужасов доктора Гейтсмана». Элис считает себя несчастной девушкой, поскольку карнавал, по её мнению, разрушил все шансы на лучшую жизнь. После того, как суеверные жители окрестностей Хрустального озера поспешили закрыть карнавал, Элис Уитни села за руль в пьяном виде и случайно сбила Джейсона, сильно ослабленного после битвы с Фредди Крюгером. Сначала работники карнавала приняли Вурхиза, но после решили использовать его, чтобы улучшить положение карнавала. Как стало известно, мать Элис ненавидела этот карнавал и она не погибла в автокатастрофе, как сказали девушке, а была убита собственным мужем после того как тот застал ей в постеле с парнем по имени Кенет. Впоследствии Кенет использует это, чтобы отнять у семьи Уитни карнавал. Узнав об этом, Элис снова напивается, на этот раз выставив Джейсона на продажу на интернет-аукционе. Тем временем сам маньяк начинает резню, но Элис всё же удаётся продать его одному шок-рокеру за пять миллионов долларов. После этого девушка уезжает на Карибские острова, чтобы насладится своим новоприобретённым богатством.

### Элис Харди
Элис Л. Харди (англ. Alice Hardy) — главная героиня первого фильма о Джейсоне, где её сыграла Эдриан Кинг. Она — одна из семи вожатых. нанятых её парнем, Стивом Кристи, чтобы подготовить лагерь на Хрустальном озере к очередному открытию. Позже все эти вожатые, кроме Элис, один за одним погибли от рук неизвестного маньяка. В конце концов девушка встречает миссис Вурхиз? которая рассказывает ей, как погиб её сын, Джейсон, и раскрывает, что она и есть убийца. Позже Элис обезглавливает Памелу и сбегает на каноэ. где её и находит полиция. Перед тем, как потерять сознание, Элис видит галлюцинацию, в которой разлагающееся тело маленького Джейсона хватает девушку и тянет под воду. В больнице ей сообщают, что никакого мальчика не нашли. В начале следующего фильма, взрослый Джейсон, видимо, выживщий после утопления, нападает на Элис в её собственной квартире и убивает. Далее по сюжету Пол рассказывает, что тело Элис так и не нашли (только лужу крови). Впоследствии Элис появляется в ретроспективных кадрах в начале «Последней главы» и ремейка, в которых показано, как она обезглавила Памелу.
Предыстория Элис Харди более подробно рассматривается в новелизации «Пятницы, 13-е». Раскрывается, что её отец был закоренелым трудоголиком и даже умер от инфаркта в своём офисе. Это противоречит новелизации второго фильма, в которой сообщается, что мистер Харди всё ещё жив, а Джейсон нашёл Элис, запомнив на каком автомобиле она приехала в лагерь на Хрустальном озере. В начале романа «Фредди против Джейсона» в Аду появляется тень Элис. В Friday the 13th: The Jason Strain, когда на Джейсона нападает солдат, маньяк видит на его месте образ Элис; в произведении Friday the 13th: Carnival of Maniacs отражена сцена борьбы Памелы и Элис из первого фильма, её разлагающийся труп находят в хижине Джейсона работники карнавала и полиция. В шестом выпуске серии комиксов Friday the 13th имеется флэшбек, в котором Джейсон убивает Элис. Во втором выпуске мини-серии комиксов Friday the 13th: Pamela’s Tale показана сцена из первого фильма, в которой состоялась первая встреча Элис и миссис Вурхиз.
Несмотря на то, что она стала главной героиней, персонаж Элис первоначально задумывался как вызывающий сочувствие. В ранних набросках сценария у неё была связь с женатым мужчиной, в результате чего её отношения со Стивом Кристи чуть не развалились, и она хочет уехать из лагеря. Эдриан Кинг призналась, что играла персонажа в традициях фильмов ужасов: «С моей точки зрения, Элис — великая королева крика. Вы чувствуете, что Элис могла справиться с чем угодно и, в некотором смысле это так». Актриса выразила сожаление, что из-за особенностей жанра фильмов ужасов, отношения Элис и Стива так и не были показаны, как и её отношения с другим мужчиной, Биллом. Вместо того, чтобы рассмотреть её как жертву, девушку «уполномочили» выжить. Стив Майнер, режиссёр второй части, сказал о персонаже следующее: «Элис была особым персонажем — она стала героиней первого фильма и это не разрушило её. Было особенно важно, чтобы она погибла как можно драматичнее — это фильм Джейсона, а им движет месть за убийство матери». Так как в первом фильме было показано, что в свободное время Элис занимается рисованием, художник-постановщик Вирджиния Филд, чтобы показать, что Элис «живой человек», решила, что в квартире девушки должны висеть эскизы и наброски рисунков. По её словам «это не было чем-то гениальным, просто, по-моему, Элис нравилось рисовать, и мне хотелось показать это». С точки зрения Эдриан Кинг, убийство Элис было необычным решением, так как она единственная выжила после резни в лагере. Актриса раскрыла, что сцена убийства задумывалась таким образом чтобы оставить зрителю надежду на возвращение персонажа, хотя она и не знала, как можно выжить после удара ножом для колки льда в голову.
Полуразложившийся труп Элис стал частью алтаря, который Джейсон сделал в честь своей матери. Mecro Toys выпустила линию игрушек, среди которых была изображение Элис, которую схватил сзади полуразложившийся маленький Джейсон. Элис Харди считается первой жертвой Джейсона Вурхиза, хотя он убил её в собственной квартире, а не в лагере на Хрустальном озере.

### Энди
Энди (англ. Andy) появляется в третьей части франшизы. Он друг Крис Хиггинс, а также Чака, Чили, Шелли и Веры, и парень Дебби. Он вместе с друзьями отправляется в домик родителей Крис недалеко от Хрустального озера. Там он соревнуется с Шелли в жонглировании фруктами, пока Дебби не уводит его наверх, чтобы заняться с ним любовью. После секса Дебби отправляется в душ, а Энди встаёт на руки, подходит к ней и справшивает, не желает ли она пива. Дебби соглашается. После Энди, также на руках, уходит, и его убивает Джейсон располовинив своим мачете.

### Энни Филлипс
Энни Филлипс (англ. Annie Phillips) появляется в начале фильма 1980 года «Пятница, 13-е». Она заходит на бензоколонку, приблизительно в 20 милях от лагеря на Хрустальном озере, и спрашивает дорогу. Мужчина по имени Энос соглашается подвезти её на грузовике до развилки. Девушка рада, но замечает, что местные жителя явно боятся Хрустального озера. Сначала она встречается с Психом Ральфом, после Энос начинает ей пересказывать слухи об лагере, однако Энни не принимает это всерьёз. Энос высаживает её возле кладбища, после девушка идёт до лагеря пешком. По дороге её подбирает неизвестный на машине и завозит глубоко в лес, там девушка сбегает от него, но её быстро находят и убивают, перерезав горло. Позднее Элис находит её труп на крыше машины миссис Вурхиз.

### Энос
Энос (англ. Enos) — мужчина, который согласился подвезти Энни Филлипс до Хрустального озера. Он боится лагеря и пытается предупредить Энни, рассказывая о том, что происходило каждый раз, когда лагерь вновь открывали — убийства, таинственные пожары, загрязнение воды — однако девушка не слушает его. Его сыграл актёр Рекс Эверхарт.

### Эш Уильямс
Эшли Дж. Уильямс, он же Эш (англ. Ashley J. Williams, Ash) — сотрудник сети супермаркетов S-Mart, который отправился с друзьями в заброшенную хижину, где нашёл Некрономикон и призвал в наш мир демонов-«дедайтов». После этого все друзья Эша погибли, а сам герой лишился руки, которую заменил на цепную пилу. Первое появление Эша в мире «Пятницы, 13-е» произошло в серии комиксов Freddy vs. Jason vs. Ash, являющейся кроссовером между тремя киносериалами — «Пятница, 13-е», «Кошмар на улице Вязов» и «Зловещие мертвецы». По сюжету Эш приехал на Хрустальное озеро, чтобы работать в местном магазине S-Mart. Услышав легенду о Джейсоне, он вскоре начинает считать, что маньяк стал некой разновидностью дедайта и направляется в дом Вурхизов, чтобы забрать Некрономикон.
Впоследствии все трое персонажей — Фредди, Джейсон и Эш — вновь столкнутся друг с другом в комиксах  Freddy vs Jason vs Ash: The Nightmare Warriors.